# 365daband
365daband (hay đơn giản là 365, đọc là "Three sixty five" hoặc "Ba sáu năm") là một nhóm nhạc R&B, Pop và Hiphop của Việt Nam, gồm có 5 thành viên là Isaac, Tronie Ngô, Jun Phạm, Will, S.T Sơn Thạch được thành lập vào ngày 22/9/2010, bởi Ngô Thanh Vân - Giám đốc công ty VAA (Vietnam Artist Agency) (năm 2016 đã đổi tên thành Studio68). Đầu tháng 6/2013, thành viên Tronie Ngô đã rời nhóm, thông tin được công bố vào 11/7/2013. Nhóm là một trong số ít nhóm nhạc ở Việt Nam từng giành được 1 giải Cống hiến.
Tên fandom chính thức của nhóm là Stellaris, mỗi fan trong Stellaris được gọi là một Stellar, có nghĩa là "vì tinh tú". Ngay trước khi debut tên gọi này đã được 365 đề cập đến với ý nghĩa, những Stellar sẽ là những ngôi sao, những vì tinh tú luôn bên cạnh 365 và giúp các học trò của Ngô Thanh Vân tỏa sáng trên bầu trời. Fandom được thành lập vào ngày 20/10/2010.
Nhóm ra mắt vào 16 tháng 12 năm 2010 tại sân khấu nhỏ Hard Rock Cafe ở Thành phố Hồ Chí Minh.

## Tên gọi
Ý nghĩa của tên gọi "365" là là 3 tháng casting, 6 tháng training, 5 thành viên còn "daband" có nghĩa là "the band". Theo lời của thành viên Jun Phạm tiết lộ trong chương trình 5 giây thành triệu phú là tên ban đầu của nhóm là T5 vì tên của các đều bắt đầu bằng chữ T bao gồm: Thuận (Jun Phạm), Thành (Tronie Ngô), Thạch (S.T Sơn Thạch), Tài (Isaac), Tuấn (Will). Các fan biết tên thật của các thành viên đều có chữ T nên nhóm được gọi là 5T.
Tên FC của 365 được gọi là "Stellaris" thành viên trong FC gọi là "Stellar". Ngoài ra mỗi thành viên đều có FC riêng: Isaac (Lions), Tronie Ngô (Tronist), Jun Phạm (Panda Family, Cà Rốt), Will (Đại Bàng Con, Windy), S.T Sơn Thạch (Xì Trum, Rockin').

## Lịch sử

### Trước khi ra mắt
- Isaac đã từng học Đại học Cần Thơ, chuyên ngành bác sĩ thú y và đạt thủ khoa. Anh đã từng tham dự chương trình Vietnam Idol nhưng dừng bước sớm. Sau đó Isaac đến casting tại VAA trong cuộc thi Way2Shine.
- Jun từng là người mẫu ảnh tự do cho các tạp chí, tờ báo teen và làm thí sinh tại cuộc thi "Hoa Học Trò ICON 2005" và "Ngôi sao thời trang 2008" cùng với Tường Vi, Sam (đoạt giải), Noo Phước Thịnh,... và đóng quảng cáo Coca-Cola năm 2008. Anh từng học tại Đại học Kinh tế Thành phố Hồ Chí Minh, chuyên ngành du lịch.
- Will đã từng thu âm ca khúc và đăng tải lên các trang mạng yêu nhạc. Anh cũng đạt được một vài giải thưởng về âm nhạc trên Internet. Will từng hát các bài hát trên mạng như "Thiên thần trong anh", "Không tin một sớm mai bình yên", "Lẻ loi", "Bập bênh ba chấm", "Mưa trong mơ", "Chiếc ô chiều mưa", "Câu chuyện tình yêu", "Nước mắt ra đi", "Yêu một lần thôi (Không thể thay thế)", "Chiếc hôn", "Thỏ con chiên bánh", "Anh cần em", "Baby love", "Anh vẫn mơ"...với tên Willx (hay Will-x, Willxcute) và tham gia cuộc thi rất nhiều cuộc thi từ trong trường học đến ngoài trường học đều trượt nhưng may mắn đã đến khi tham gia cuộc thi "k4teen 2009" được đoạt giải vòng 3 với Rap, Hip Hop, Dance [3] và cuộc thi Way2shine thì được Ngô Thanh Vân chọn. Will từng học trường Đại Học Công Nghệ TP.HCM ngành công nghệ thông tin.
- Tronie là 1 dancer khá nổi tiếng trong nhóm nhảy BigSouth Crew của TP. Hồ Chí Minh. Trước khi debut anh là người dạy nhảy và biên đạo của nhóm, sau đó anh được thêm vào nhóm với tư cách thành viên thứ 5, khi đó là rap chính của nhóm.
- S.T từng học múa ballet từ 7 tuổi đến 18 tuổi, mẹ anh đang là quản lý 1 công ty về nghệ thuật tại hải ngoại. Lúc còn nhỏ (8 tuổi), Sơn Thạch từng tham gia Đội Sơn ca thuộc Nhà Thiếu nhi quận 1, Thành phố Hồ Chí Minh, biểu diễn cùng Xuân Mai trong loạt liveshow Con cò bé bé tại nhà hát Hòa Bình (trong đó có bài hát "Một trái tim một quê hương" song ca cùng với Xuân Mai). Năm 10 tuổi S.T tham gia múa minh họa cho các ca sĩ nổi tiếng như Đan Trường, NSND Hồng Vân, Hiền Thục, Mỹ Tâm, Kim Min-jong,...và tham gia múa cùng một nhóm múa nhí. Ngoài ra S.T còn tham gia đóng vai phụ là vai học sinh trong phim Thứ ba học trò (cảnh bị thầy giám thị (NSƯT Công Ninh đóng) bắt tại trận và bị phạt viết kiểm điểm vì tội tìm cách trốn ra khỏi trường). ST từng học trường Trung Cấp Múa TP.HCM.

Sau cuộc thi tìm kiếm tài năng Way2shine của công ty VAA (sau này là Studio68), 5 thành viên đã được chọn, và được đào tạo bài bản theo mô hình của các nhóm nhạc chuyên nghiệp Hàn Quốc với các chuyên mục thanh nhạc, vũ đạo, thể lực và kỹ năng.

### Ra mắt chính thức
- Tháng 9: Từng thành viên 365 được giới thiệu qua 365 Radio trên kênh YouTube của nhóm.
- Đầu tháng 12: teaser debut "Awakening" được tung ra, rất nhiều ý kiến trái chiều xung quanh MV được cho là mang phong cách của âm nhạc trẻ Hàn Quốc.

Cuối cùng sau 3 tháng casting và 6 tháng luyện tập, 5 thành viên trong nhóm đã được giới thiệu trước công chúng vào ngày 16 tháng 12 năm 2010 với ca khúc debut "Awakening".
Các hoạt động từ lúc training đến lúc ra mắt và hoạt động được giới thiệu qua series phim thực tế Khao khát đỉnh cao trên kênh YanTV.
Sau khi debut, nhóm đã phát hành debut album Awakening. Đây là album giới thiệu sự tự tin và bản thân của nhóm. Album mang hơi hướng RnB và hip hop.

### Năm 2011
- Tháng 1 MV Debut "Awakening" được phát hành, cùng lúc đó phiên bản tiếng Anh của bài hát cũng được ra mắt. Đây được coi là 1 sự mới lạ cho thị trường âm nhạc Việt Nam lúc đó

- Trưởng nhóm Isaac làm VJ cho chương trình "We10 - Bảng xếp hạng các khúc quốc tế" trên YanTV
- Nhóm ra MV "Liên khúc xuân" mừng năm mới Tân Mão 2011
- Tháng 2 ngày 21/2, Will được công ty cho tạm dừng hoạt động nhóm do các nghi vấn liên quan đến tình cảm. Cụ thể Will bị phát hiện dẫn bạn gái anh lên công ty. Rất nhiều fan tỏ ra tiếc nuối và lo sợ nhóm sẽ không tồn tại được như kỳ vọng.

- Nhân dịp Valentine, nhóm đã phát hành album Valentine 2011 gồm các bài hát nói về tình yêu như một món quà dành tặng cho khán giả.
- Phát hành MV "Ayyo" nằm trong album Valentine 2011, MV mang màu sắc dễ thương và mới lạ.
- Tháng 3 trong Stellaris show (mini show): White day special ngày 12/3 của nhóm, Will hết án phạt và được quay lại hoạt động nhóm.
- Tháng 5, nhóm phát hành album Baby don't cry nằm trong nhạc phim "Saigon Yo!", một bộ phim nói về những đam mê của giới trẻ.

- Cùng lúc đó nhóm cũng ra mắt MV "Baby don't cry".
- Tháng 7 công ty VAA tung trailer phim "Tự sát" với sự góp mặt của 2 thành viên Isaac, Jun. Ca khúc chủ đề "Cho em" do thành viên Will thể hiện. Tuy nhiên vì một lý do nào đó mà phim chưa bao giờ được ra mắt.

- Cũng trong tháng 7, 365 cho ra mắt MV "Đôi cánh màu bạc", nói lên những khát vọng của tuổi trẻ.
- Cuối tháng 8, Will và Tronie phát hành MV "Let's go party" với Music Producer Addy Trần, ca khúc quảng cáo beer Coors Light của Mỹ.
- Tháng 10 thành viên S.T đăng tải ca khúc đầu tiên tự sáng tác "Let get into the music" lên kênh YouTube radio của nhóm.

- Nhóm cũng cho ra mắt MV "Music in me" tham dự MTV Giải thưởng Video âm nhạc Việt.
- Tháng 11 nhóm cho ra mắt album chính thức đầu tiên The Love Box. Đây là 1 sự đột phá về hình ảnh và phong cách âm nhạc của nhóm, mang nhóm đến gần hơn với khán giả trong nước. Sau sự kiện này, cái tên 365daband đã được phủ sóng trên các phương tiện truyền thông.
- Tháng 12, liveshow đầu tiên của nhóm được tổ chức với hơn 3000 khán giả tại sân khấu Lan Anh. Một sự mạo hiểm thực sự với 1 nhóm nhạc mới chỉ ra mắt được 1 năm. Tuy nhiên, nó lại khá thành công.

- MV "Oh My Love", là ca khúc chủ đề trong album chính thức của nhóm cũng được phát hành sau đó.

### Năm 2012
- Tháng 2 nhóm phát hành album Tình yêu đến nhân dịp Valentine 2012.
- Tháng 4, 365 sang Thái Lan quay MV quảng cáo cho nhãn hàng snack Poca. Trước đó, 365 cũng đã xuất hiện nhiều lần trên 2 tạp chí danh tiếng nhất Thái Lan là OK và Wanvela, được giới thiệu như các anh chàng hot nhất V-pop và là nhóm nhạc dẫn đầu làn sóng Việt Nam ra thế giới.
- Tháng 5, công ty VAA tổ chức Road tour đến các trường THPT trên địa bàn TP. Hồ Chí Minh. Road tour được coi là để quảng bá hình ảnh của các nghệ sĩ của công ty, trong đó có nhóm 365.
- Tháng 6, nhóm đi lưu diễn tại Liên bang Nga để phục vụ kiều bào đang sinh sống và làm việc tại đất nước bạch dương.
- Tháng 7, nhóm phát hành MV "Saigon here we come", bài hát nói về 1 thành phố trẻ sôi động, đầy nhiệt huyết.
- Tháng 9, nhóm tổ chức The Cover show, là show để nhóm cover lại các bài hát nổi tiếng của V-pop và nước ngoài.
- Tháng 10, nhóm hợp tác với nhóm nhạc nữ "X5" phát hành MV "Tìm lại tình yêu". MV đánh dấu sự hợp tác của 2 nhóm nhạc nổi danh của Việt Nam.
- Tháng 11, thành viên Jun làm MC cho chương trình Ngôi sao tuổi Teen Việt Nam 2012 (Miss Teen 2012)[5]
- Tháng 12, là một tháng rất nhiều hoạt động của nhóm để kỷ niệm 2 năm ca hát. MV "Ngày mới vẫy gọi" là một MV quảng cáo cho nhãn hàng Acuo được phát hành, mang màu sắc cực kỳ tươi mới và sống động.

- Ngày 10/12, thành viên Jun làm MC cho 12 tập của chương trình Miss Teen 2012 và cùng với các thành viên khác hát ca khúc Oh My Love cho đêm chung kết (Thanh Tú làm MC)
- Phát hành album The Invasion. Ở album lần này nhóm đã thay đổi hoàn toàn phong cách âm nhạc và hình ảnh từ trước đến nay, với một thứ âm nhạc mang màu sắc điện tử và Electronic cực kỳ kén người nghe tại Việt Nam lúc đó.
- 5 trailer cho 5 thành viên được lần lượt tung ra với hình ảnh đầy ma mị của những kẻ xâm lăng. MV "Get on the floor", bài hát chủ đề của album sau đó được đăng tải lên YouTube, với sự hợp tác của 2 nhạc sĩ nổi danh giới Underground Việt là JustaTee và Hoàng Touliver đã gây một sự tranh cãi quyết liệt về sự đổi mới trong âm nhạc. 365 cũng được coi là người tiên phong trong sự phá cách về âm nhạc tại Việt Nam.
- 4 thành viên còn lại đã xuất hiện cùng với Isaac trong phần cuối chương trình We10 - Bảng xếp hạng ca khúc quốc tế (chương trình do Isaac làm VJ) hát một trích đoạn trong bài hát "We wish you a merry Christmas" để chúc mừng Giáng Sinh khán giả.

### Năm 2013
- Tháng 1, Seed FM Radio – một trong những đài phát thanh hàng đầu tại Thái Lan đã phát online ca khúc "Get on the floor" của 365. Cùng thời điểm, MV Get on the floor cũng được phát trên website chính thức của Seed FM và đứng vị trí số 1 trong số những MV được xem nhiều nhất tại website của kênh phát thanh này trong quãng thời gian dài.
- 365 cũng đặc biệt được truyền thông Úc để mắt tới. Tháng 2, 365 đã được kênh phát thanh này phỏng vấn trong vòng 17 phút và phát trực tiếp trên sóng phát thanh Australia
- Tháng 3, thành viên Jun ra mắt cuốn sách đầu tiên với bút danh Jun Phạm, Nếu như không thể nói nếu như, cùng lúc đó MV "Nếu như không thể nói nếu như" nhằm quảng bá cho cuốn sách cùng tên cũng được chính thức phát hành, với phần thể hiện của Will.
- Vào tháng 4, nhóm được giới thiệu trên kênh truyền hình Pop Asia của đài truyền hình SBS Australia. Đây cũng là lần đầu tiên một nghệ sĩ Việt Nam được một kênh truyền hình về âm nhạc của Úc giới thiệu. Tại Hàn Quốc, 365 đã xuất hiện liên tục trên trang thông tin điện tử 24-7K-pop. Đây là chuyên trang về K-pop nhưng lại đặc biệt chú ý đến 365 và coi nhóm là những người dẫn đầu của làn sóng nhạc Việt. Ngoài ra, một tạp chí nổi tiếng tại Pháp đã dành 2 trang để đăng tải bài phỏng vấn 365. Tạp chí này mô tả 365 là những chàng trai tài năng "made in Vietnam". 365 cũng nhận được sự chú ý tại Nga. Nhóm có một fanpage khá lớn tại đất nước bạch dương.
- Tháng 6, nhóm phát hành MV "Nơi anh không thuộc về (No love no life)" nằm trong album The Invasion, đây là một hit lớn thực sự trong sự nghiệp ca hát của nhóm. 365 được phủ sóng rộng hơn và bắt đầu có những show diễn lớn.
- Tháng 7, thành viên S.T Sơn Thạch tham gia chương trình thực tế lần đầu tiên Cuộc đua kỳ thú cùng với Lâm Hùng Phong, tuy nhiên lại dừng bước sớm.

- Cũng cùng lúc đó, Isaac tham dự cuộc thi IMTA tại New York, một cuộc thi tìm kiếm tài năng âm nhạc và người mẫu trên khắp thế giới và đạt được giải nhì
- Do bất hòa hợp đồng, thành viên Tronie rời khỏi nhóm. Cụ thể, Tronie đã cho đăng tải lên Facebook những phát ngôn bức xúc, công khai bản hợp đồng ký với công ty và cho biết một trong những lý do ra đi là vì thu nhập quá thấp. Điều này đã khiến cộng đồng fan 365 cũng như khán giả Việt nói chung bất ngờ. Trước khi rời nhóm, Trong tháng 6, Tronie đã rời nhóm và đã vắng mặt trong các show diễn của nhóm nhưng đến 11 tháng 7 thì 365 và Ngô Thanh Vân mới thông báo chính thức đến khán giả.
- Tháng 11, thành viên Will làm VJ chương trình "Radio 88.8" cùng với Nguyễn Ninh Thiên Trang[6]
- Tháng 12, bỏ qua mọi sự khó khăn khi Tronie rời đi, nhóm cho ra mắt MV "Follow me (Quên đi âu lo)" quảng bá cho album "Follow Me". Bài hát chủ đề này mang màu sắc tươi sáng, kết hợp với ý tưởng "Bức tranh Bữa tiệc ly" của đại danh họa Leonardo Da Vinci. Âm nhạc của bài hát mang một chút âm hưởng alternative rock.

- Sau đó 365 có chuyến lưu diễn ngắn ngày, phục vụ đồng bào tại Đài Loan.

### Năm 2014
- Tháng 1, nhóm tổ chức Liveshow kỷ niệm 3 năm ca hát tại TP. Hồ Chí Minh.
- Tháng 3, 365 tung ra phim ngắn "Ác mộng", bài hát nằm trong album vol 2 Follow Me. Qua phim ngắn này 365 đã thể hiện được khả năng võ thuật và diễn xuất khá đạt của từng thành viên. Bài hát sau đó trở thành nhạc phim của bộ phim truyền hình "Thám tử miệt vườn".

- 365 cũng đã tham dự HEC K-pop Festival, một ngày hội văn hóa Hàn Quốc tại Việt Nam, thành viên Isaac được chọn làm MC với thành viên HyoYeon (SNSD).
- Tháng 5, 365daband tham gia liveshow Tôi tỏa sáng với Hoàng Thùy Linh. Đây lại là một liveshow cực kỳ thành công trong sự nghiệp ca hát của nhóm, nhóm đã thể hiện một khả năng hát live và vũ đạo xuyên suốt chương trình dài hơn 2 tiếng.
- Tháng 6, thành viên Will tiếp tục làm VJ trong chương trình "Bếp chiến" sau "Radio 88.8"[7][8]
- Tháng 7, nhóm phát hành MV "Anh sợ mất em", 1 bài hát nữa nằm trong album "Follow me".

- Cùng lúc đó, thành viên S.T tham gia chương trình "Thử thách cùng bước nhảy" nhưng bị loại sớm.
- Tháng 8, Jun  ra mắt cuốn sách thứ 2, mang tên "Có ai giữ giùm những lãng quên". Thực chất đây là một tập tản văn ngắn của anh. Ca khúc chủ đề cùng tên cũng do chính anh thể hiện.
- Tháng 9, nhóm tham dự Ngày hội văn hóa Nhật Bản Spot Light - Live in VietNam.
- Tháng 10, 365daband trở thành đại diện chính thức của dòng xe máy Luvias Fi của Yamaha.
- Tháng 12, 365 chính thức phát hành MV "Hai cô tiên", bài nhạc phim của bộ phim Ngày nảy ngày nay do Ngô Thanh Vân sản xuất và đóng vai chính.

### Năm 2015
- Tháng 1, nhóm tung MV Dance "Hai cô tiên" với vũ đạo lái xe gây nghiện, cùng lúc đó thành viên Will cũng tung single "Sexy Lady" cũng nằm trong nhạc phim Ngày nảy ngày nay.

- Isaac tham dự The Remix - Hòa âm ánh sáng với tư cách ca sĩ solo, sau đó anh đạt được giải ba, đánh dấu một bước ngoặt mới trong sự nghiệp solo của anh chàng.
- Tháng 2 Ngô Thanh Vân ra mắt phim Ngày nảy ngày nay với biên kịch phim được viết bởi Jun và 2 nghệ sĩ khác.
- Tháng 4, báo chí rộ lên tin đồn Will hẹn hò hot girl Quỳnh Anh Shyn. Câu chuyện được mổ xẻ rất nhiều, tuy nhiên mối tình của họ không kéo dài.

- Cùng tháng đó, 365 sang Thái Lan quay quảng cáo, còn thành viên Isaac quay MV "Yêu không nghỉ phép" với ca sĩ - nhạc sĩ Only C, một bài hát dễ thương, mang đầy màu sắc trẻ trung với sự hợp tác của nhãn hàng Oppo.
- Tháng 7, thành viên Isaac tung MV solo đầu tay "Mr. Right". Một bài hát thể hiện sự lịch lãm và dòng nhạc cực kỳ bắt tai, cực kỳ chất do Hoàng Touliver sản xuất.

- Nhóm đã cùng quay MV với ý tưởng siêu độc từ không gian cùng với nhiều nghệ sĩ nổi tiếng khác của V-pop tại Đà Nẵng, với sự hợp tác của nhãn hàng Pepsi.
- Tháng 9 nhóm tạm ngưng mọi show diễn, ra Ninh Bình để lấy bối cảnh quay bộ phim Tấm Cám: Chuyện chưa kể.
- Tháng 12 nhân kỷ niệm 5 năm ca hát, nhóm đã ra mắt album thứ 3 mang tên "It's 365" cùng với MV quảng bá "Và như thế", bài hát chủ đề của album.

Album mang màu sắc cực kỳ lạ mắt, hiện đại, đặc biệt trong album còn có từng ca khúc solo của từng thành viên. Nhóm cũng tổ chức ký tặng album trên toàn quốc.

### Năm 2016
- Tháng 1, thành viên S.T tham gia chương trình "Bước nhảy hoàn vũ" và xuất sắc trở thành Nam vương đầu tiên từ khi chương trình phát sóng.

- Thành viên Jun ra mắt MV solo thứ 2 "Đường về quê". MV là một chuỗi các hình ảnh về quê đón Tết của những người phải rời bỏ quê hương lên thành thị kiếm sống. Đồng thời cũng là ca khúc nhạc phim Cô Thắm về làng có sụ tham gai của anh trong phim với vai  "Út Kiệm".
- Tháng 2 MV "Selfie - Chuyện tình lọ lem" của nhóm hợp tác với nhãn hàng Samsung chính thức ra mắt. Nhóm cũng trở thành gương mặt đại diện của một dòng điện thoại của hãng này.
- Tháng 3, thành viên Jun xuất bản cuốn sách thứ 3 Những người lạ quen thuộc. Cuốn sách viết về cuộc đời của nhóm sau 5 năm hoạt động. Nhóm cũng tổ chức ký tặng cuốn sách trên khắp cả nước.
- Tháng 4 thành viên Isaac tham gia làm giám khảo chương trình Thần tượng âm nhạc nhí. Anh đã thể hiện được chuyên môn vững vàng, sự công tâm cũng như tính cách yêu trẻ con của anh. Anh được rất nhiều người lớn tuổi quý mến và hâm mộ.
- Tháng 5 nhóm lưu diễn ở Nhật nhân Ngày hội văn hóa Việt Nam tại Nhật Bản với 3 thành viên do Isaac phải tham dự chương trình Vietnam Idol Kids.

- Thành viên S.T cũng đã phát hành MV solo đầu tiên, hợp tác với ST.319 Entertaiment, mang tên "Tình yêu tuyệt vời". Bài hát đã thể hiện được tính cách và vũ đạo cực kỳ đẹp mắt của anh.
- Tháng 6 nhóm phát hành MV chủ đề của bộ phim Tấm Cám: Chuyện chưa kể mang tên "Bống bống bang bang". Bài hát mang âm hưởng thiếu nhi và trở thành "Bài hát quốc dân" sau đó.
- Tháng 7 ra mắt phim bom tấn Tấm Cám: Chuyện chưa kể với sự tham gia của tất cả các thành viên trong nhóm và biên kịch do thành viên Jun viết. Đây là bộ phim cổ trang có đầu tư cực kỳ công phu của công ty VAA.

- Sau sự thành công của bộ phim thì bất ngờ ngay sau đó, công ty quản lý nhóm 365 tuyên bố thông tin nhóm 365 sẽ tạm dừng hoạt động nhóm sau 6 năm hoạt động.
Đây thực sự là cú sốc lớn khi nhóm đang đến đỉnh cao của sự nổi tiếng, đạt được rất nhiều thành công nhưng lại ngừng hoạt động.
Liveshow The Impact - Những ngôi sao mới đã được tổ chức vào ngày 30 tháng 7 tại TP. Hồ Chí Minh. Đây cũng là liveshow cuối cùng của nhóm trước khi tạm dừng hoạt động
- Tháng 12 nhóm tái hợp (một sự tái hợp không chính thức) ra mắt MV "Who is the best (Style riêng của tôi)" chỉ để quảng bá cho "X-men style" . Cuộc thi "Đi tìm ngôi trường phong cách nhất Việt Nam", ngôi trường nào chiến thắng thì 365 sẽ đến đó diễn.

### Năm 2017
- Tháng 1, nhóm đã một lần nữa tái hợp không chính thức để đến biểu diễn tại ngôi trường đã chiến thắng cuộc thi "Đi tìm ngôi trường phong cách nhất Việt Nam" là trường Đại học Công Nghệ Thông Tin - Đại Học Quốc Gia TP. Hồ Chí Minh.
- Tháng 11, 365 đã cùng đến dự lễ ra mắt phim "Cô Ba Sài Gòn" nhưng chỉ đầy đủ vào ngày 9/11 nhưng không chụp hình chung, ngày 22/11 chỉ có 3 thành viên (vắng Isaac) xuất hiện để biểu diễn solo nhưng trong đó chỉ có bài "Bống bống bang bang" là hát chung, còn ngày 25/11 chỉ có 2 thành viên xuất hiện là Will và S.T Sơn Thạch.

### Năm 2018
- Tháng 4, Jun Phạm và Will đã tái hợp hát ca khúc "Bống bống bang bang" trong buổi "Tuyển sinh & giao lưu Hoa hậu Việt Nam 2018"
- tháng 11, 365 đã tái hợp hát ca khúc trên tại buổi ra mắt phim Cô Ba Sài Gòn nhưng thiếu trưởng nhóm Isaac

### Năm 2019
- Tháng 7, nhóm 365 đã tụ hợp đông đủ và đã bộ ảnh kỷ niệm tại nhà của trưởng nhóm Isaac

### Năm 2020
- Tháng 12, nhóm trở lại với ca khúc "Trạng Tí", MV chủ đề của bộ phim cùng tên. Đây là ca khúc đầu tiên của cả nhóm sau 4 năm tạm dừng hoạt động.

### Năm 2021
- Tháng 4, nhóm tái hợp một lần nữa để hát 2 ca khúc là "Trạng Tí" và "Bống bống bang bang" trong lễ ra mắt phim Trạng Tí phiêu lưu ký để ủng hộ Ngô Thanh Vân.

### Năm 2022
- Nhóm 365 đã tái hợp để làm khách mời, phù rể và hát ca khúc "Mãi mãi bên nhau" (một sáng tác của Đỗ Hiếu và được ca sĩ Noo Phước Thịnh thể hiện thành công) trong đám cưới của Huy Trần & Ngô Thanh Vân (người đã thành lập ra nhóm 365 và là bà bầu của nhóm).

### Năm 2023
- 13/1, thành viên Jun Phạm và S. T tham gia đóng phim "Gạo nếp Gạo tẻ 2" chiếu trên VieOn với vai Bảo Minh và Đông Quân.
- 5/2, Isaac, Jun, Will tái hợp hát một đoạn reels trong bài hát "Không thể thay thế" do thành viên Will đăng tải trên facebook.
- 28/2, Jun trở thành MC của chương trình "Hay hay hên" cùng Lâm Vỹ Dạ.
- 9/5, sau 3 năm training cho Linh Ka, thành viên Will chính thức debut cho Linh Ka thành ca sĩ va trở thành ông bầu của cô với EP CHU và single Ghosting'.
- 19/6, S.T và Jun tham buổi báo ra mắt chương trình "La cà hát ca", trong đó Jun là thành viên chính còn S.T là MC buổi họp báo.
- 19/7, Jun ra mắt cuốn sách "Xứ sở miên man" nhằm gây quỹ giúp những trẻ em bị bệnh tim của "Nhịp tim Việt Nam" và S.T xuất hiện với tư cách khách mời ủng hộ sách. Sách được bán rộng rãi trên toàn quốc vào ngày 24/7.

### Năm 2024
- 25/1, thành viên Tronie làm đám cưới với MC Trần Kiều Ngân.
- 6/6, Jun Phạm tham gia phim "7 năm chưa cưới sẽ chia tay" với vai phản diện Đỗ Tuấn Kiệt.
- 15/6, Isaac tham gia chương trình Anh trai "say hi"
- 29/6, Jun Phạm và S.T Sơn Thạch tham gia chương trình Anh Trai Vượt Ngàn Chông Gai.
- 26/10, Jun Phạm trở thành MC của Chị đẹp đạp gió rẽ sóng (mùa 2) (Chị đẹp đạp gió 2024)
- 7/12, Jun Phạm và S.T Sơn Thạch tham gia nhóm nhạc B.O.F cùng với BB Trần, Kay Trần, Bùi Công Nam, trong đó Jun là trưởng nhóm và là lần thứ 2 tham gia nhóm nhạc sau 365. Cái tên B.O.F có nghĩa là "Boys of fire" (sự nhiệt huyết), "Boys over flower" (sự thu hút), "Boys friend" (sự gần gũi). S.T Sơn Thạch đã xác nhận tại buổi fan meeting 9/12 là do chính anh nghĩ ra cái tên B.O.F.

## Thông tin thêm
- Nghệ danh của Will, Tronie, Jun đều có trước khi vào công ty. Jun là tên tiếng Nhật của tên thật "Thuận" của anh. Isaac và S.T (viết tắt của tên thật Sơn Thạch) được Ngô Thanh Vân đặt nghệ danh khi debut.
- Trong quãng thời gian đầu 365 debut, Isaac thường xuyên đăng tải lên YouTube các video cover các ca khúc nổi tiếng và nhận được rất nhiều sự ủng hộ.
- 365 là gương mặt cho một quỹ từ thiện tại Việt Nam Chạy vì trái tim, hàng năm các anh chàng vẫn tham gia hoạt động đều đặn để ủng hộ, cứu chữa cho trẻ em bị mắc bệnh tim bẩm sinh.
- 365 rất được lòng giới nghệ sĩ và báo chí vì phong cách làm việc nghiêm túc, lễ phép và cầu tiến.
- Lúc mới tan rã nhưng các thành viên vẫn trực thuộc cùng 1 công ty quản lý và các thành viên vẫn ở chung nhà với nhau nhưng khác phòng cho đến năm 2019.
- S.T từng có kinh doanh 1 quán cafe nhỏ mang tên Gấu Coffee tại Quận 1.
- Jun từng có 1 quán trà mang tên Jun Sachi với phong cách Nhật Bản.
- Will là một VJ khá quen thuộc của chương trình "Bếp Chiến"[9],"Radio 88.8" & "WE10 - Bảng Xếp Hạng Ca Khúc Quốc tế" (khách mời) trên kênh Yan TV, có thời gian kinh doanh quán cơm gà.
- Tronie là 1 rapper có tiếng trong giới nghệ sĩ trẻ, cũng là 1 biên đạo nhảy. Trước khi gia nhập 365, Tronie từng là thành viên của nhóm nhảy Freestyle Crew (với Karik, Addy Trần,...)
- Isaac là thành viên có tiếng Anh tốt nhất nhóm. Từng là VJ của chương trình "WE10 - Bảng Xếp Hạng Ca Khúc Quốc tế"[10] & "Radio 88.8" Cùng Với Võ Ngọc Trai (Khách mời Ngọc Thảo) (YanTV). Từng tham gia bộ phim "Gia sư nữ quái" (vai "Minh"). Trước khi làm ca sĩ, Isaac từng đậu thủ khoa ngành đỡ đẻ cho bò (theo thành viên Will tiết lộ trong chương trình Chọn ai đây) tại trường đại học Cần Thơ
- Các cuốn sách của Jun luôn là các cuốn best-seller trong khoảng thời gian đầu mới phát hành. Anh cũng biết tiếng Nhật và rất am hiểu văn hóa Nhật Bản.
- Tất cả các thành viên trong nhóm đều biết võ thuật để quay MV "Awakening", "Ác Mộng" và phim "Tấm Cám: Chuyện chưa kể".
- S.T là thành viên có khả năng sáng tác các bài hát như: Faraway (viết lời Việt), Let's get into the music, Ngày của mẹ, Look at me (Huỳnh Hiền Năng viết lời), Vô hình, Vì anh luôn ở đây (Lou Hoàng viết lời), Thuận nước đẩy thuyền (đồng sáng tác với Thanh Hưng và Andiez Nam Trương).
- Isaac và Jun đã cãi nhau vì chuyện nhện có phải là côn trùng hay không vì Jun cho rằng là không và Isaac cho rằng là côn trùng và Isaac xém mất tiền (được tiết lộ trong tự truyện của 365 Những người lạ quen thuộc và cũng được Jun nói lại trong chương trình 5 giây thành triệu phú với vai trò là thành viên trong ban cố vấn cho người chơi khách mời nhưng không tiết lộ tên)
- S.T từng có nghệ danh là Cao Thiên Ân khi là ca sĩ solo của công ty gia đình do bà Hồ Thị Hoa (mẹ S.T) quản lý.
- Chỉ có Isaac đã tốt nghiệp đại học.

## Phong cách âm nhạc
- Thời gian đầu, phong cách của 365 thường theo hơi hướng RnB và hip hop, 1 thể loại khá kén người nghe vào thời điểm đó.
- Thời điểm ra mắt, với dòng nhạc này 365 không được truyền thông chú ý. Chỉ từ sau album The Love Box, phù hợp thị hiếu hơn nhóm mới được phủ sóng nhiều hơn trên các phương tiện truyền thông.
- Sau đó nhóm đã thử sức với rất nhiều thể loại nhạc: pop, ballad, alternative rock, EDM... và gặt hái được một số thành công nhất định.
- Với âm nhạc luôn luôn đổi mới, luôn đón đầu các xu hướng âm nhạc, vậy nên mặc dù chưa phù hợp với khán giả trong nước nhưng nhóm lại được các group âm nhạc nước ngoài bàn luận khá sôi nổi.

## Tranh cãi
Từ khi thành lập nhóm, 365 đã cho ra mắt ca khúc Get on the floor (Ai đó đêm nay), tuy nhiên MV đã từng trở thành tâm điểm chỉ trích của cộng đồng mạng khi bị tố đạo nhái phong cách của nhóm nhạc nổi tiếng Hàn Quốc Big Bang trong MV Monster. Nguồn cơn của mọi cáo buộc này là từ MV mang tên "Get on the floor" của các chàng trai. Trong MV, 365 xuất hiện với những trang phục màu đen có phần kỳ lạ, kèm theo những phụ kiện kỳ quái, vốn trở thành style thương hiệu của Big Bang. Đây là phong cách chưa hề được 365 từ trước đến nay, bởi vậy sự mới mẻ này khiến một số khán giả tỏ ra thích thú và một số vẫn muốn 365 đừng trở thành "hàng nhái" của nhóm nhạc số 1 Hàn Quốc.
Năm 2016, MV "Get Down" của Isaac bị cư dân mạng cho rằng có phần giống MV Bang Bang Bang của Big Bang.Sản phẩm âm nhạc mới của cựu thủ lĩnh 365 nhanh chóng khiến dân mạng chia sẻ và dành nhiều lời khen ngợi. Nhưng bên cạnh đó, dân mạng đang dấy lên nghi vấn Isaac đạo nhạc của nhóm Big Bang. Cộng đồng mạng chỉ ra những điểm tương đồng về hình ảnh của giọng ca điển trai từ khung hình trong xe hơi hay nhảy ngẫu hứng ngoài đường phố có màu sắc của các MV Good Boy, Ringa Linga và Bang Bang Bang của Big Bang.
Ngoài ra, phần âm nhạc dồn dập và trang phục áo lông cũng bị cho là "mượn ý tưởng" của nhóm nhạc tài năng xứ sở kim chi.
Về Tronie Ngô (Ngô Trọng Thành), vốn là cựu thành viên của 365 DaBand, thế nhưng mâu thuẫn với công ty quản lý đã khiến Tronie Ngô quyết định tách ra hoạt động solo. Cũng từ đây, anh chàng một mình chật vật trên con đường chinh phục fan Việt, đặc biệt là liên tiếp vướng phải nghi án đạo nhái từ Á sang Âu mỗi lần tái xuất.
Năm 2013: sao chép phong cách của G-Dragon. Ngay sau khi chia tay với 365 DaBand và giải quyết tốt đẹp mâu thuẫn với công ty quản lý cũ, Tronie Ngô đã đánh dấu chặng đường solo bằng sản phẩm đầu tay "Thanh niên nghiêm túc". 2 tháng sau đó, anh chàng lại tiếp tục tấn công Vpop với single online "Light It Up" gồm 1 ca khúc cùng tên và bài hát "Chạm tay vào không gian". Chưa kể, ca khúc "Không thể quên" được cho là "phiên bản tiếng Việt" từ ca khúc "Can't Breakup Girl, Can't Breakaway Boy" của nhóm nhạc rap Hàn Quốc Leessang và nữ ca sĩ Jung In do có nhiều đoạn sao chép từ ca khúc tiếng Hàn về hòa âm.
Không may cho cựu gà nhà VAA là "Light It Up" nhanh chóng bị V.I.P (tên gọi của Cộng đồng fan Big Bang) Việt Nam tẩy chay kịch liệt vì giai điệu có nhiều điểm tương đồng với "Crayon" của G-Dragon, nhất là về mặt tiết tấu và điệp khúc. Ngoài ra, đoạn teaser của "Light It Up" cũng bị nghi ngờ là học hỏi ý tưởng từ "One Of A Kind" ở khoản trang phục và cảnh quay đám đông nhảy nhót.
Năm 2016: đạo beat I miss you! của Thái Lan, MV suýt bị gỡ bỏ.
Năm 2016 được coi là giai đoạn khủng hoảng của Tronie Ngô khi MV "Ngoài anh ra không còn ai khác đâu" vì vi phạm bản quyền mà suýt bị gỡ bỏ hoàn toàn trên YouTube. Nguyên nhân là do ê-kíp của anh chàng này đã sử dụng trái phép toàn bộ beat nhạc bài hát "I miss you!" của Thái Lan dẫn đến việc bị "ông lớn" sờ gáy và phải tạm gỡ video khỏi kênh cá nhân chỉ sau 2 ngày phát hành.
Năm 2017: mượn ý tưởng từ MV của Justin Bieber
Trước đó gần 1 năm, tức là vào khoảng tháng 8/2017 khi Tronie Ngô cho ra mắt MV "Ai khiến em như vậy", anh chàng cũng bị tố cáo là mượn ý tưởng từ "Where Are Ü Now" của Justin Bieber. Cụ thể, hiệu ứng Motion Graphic mà ê-kíp của Tronie áp dụng bị phát hiện nhiều điểm tương đồng với công nghệ trong MV của "hoàng tử nhạc pop". Đấy là chưa kể một phần beat của "Ai khiến em như vậy" cũng bị đặt lên bàn cân so sánh với "Where Are Ü Now".
Năm 2018: đạo nhạc WINNER Sáng tác mới nhất của Tronie Ngô trong năm 2018 là "Anh thích thả thính" đã bị fan Kpop bóc mẽ "mượn beat" từ hit mới của WINNER. Dấu hiệu này được thể hiện rõ nhất ở phân đoạn của Mino (từ 1:20 - 1:32) và đoạn điệp khúc trong "Love Me Love Me", thậm chí còn được cựu thành viên 365 cải biến beat gốc để tạo ra "con đẻ" của chính mình. Rất nhanh, hàng loạt fan Kpop, đặc biệt là cộng đồng ICs đã thả phẫn nộ phía dưới MV của Tronie Ngô, đặc biệt còn nhiệt tình dislike khiến lượng người ghét của MV này gia tăng chóng mặt.

## Thành viên trong nhóm
| Nghệ danh                               | Nghệ danh khác                                   | Tên khai sinh                           | Biệt danh | Ngày sinh                               | Vị trí                                                                  |
| Hoạt động 2010 - 2016, 2017, 2020, 2021 | Hoạt động 2010 - 2016, 2017, 2020, 2021          | Hoạt động 2010 - 2016, 2017, 2020, 2021 | Hoạt động 2010 - 2016, 2017, 2020, 2021 | Hoạt động 2010 - 2016, 2017, 2020, 2021 | Hoạt động 2010 - 2016, 2017, 2020, 2021                                 |
| --------------------------------------- | ------------------------------------------------ | --------------------------------------- | --- | --------------------------------------- | ----------------------------------------------------------------------- |
| Isaac                                   | Isaac Phạm                                       | Phạm Lưu Tuấn Tài                       | Xái, Xái Già, Anh Già, Tài Cần Thơ, Lion King, Đại Ca, Mỏ Nhọn, Xái Ca, Isaac Fann, Tài Tàu Hũ, Già | 13 tháng 6 năm 1988                     | Trưởng nhóm, Hát chính                                                  |
| Jun                                     | Jun Phạm                                         | Phạm Duy Thuận                          | Panda, Thỏ Trắng, Jun San, Gấu Mèo, Đẹp Trai Ăn Hại, Gấu Ba, Con Cưng Dia Oăn, Bố Thuận, Chú 6 quận 4, Thiên Mệnh Hoa Thần | 24 tháng 7 năm 1989                     | Hát dẫn, Visual                                                         |
| Will                                    | Will Nguyễn, Will-x, Willx, Willxcute, Will Cute | Nguyễn Anh Tuấn                         | Thỏ Tinh, Đại Bàng Chúa, Willy, Weo, Will Heo, Big, Nhóc Will, Will Dẹo, Bô Lão, Will Lì | 27 tháng 11 năm 1989                    | Hát chính, Rap phụ (trước khi Tronie Ngô rời nhóm), Rap chính, Nhảy dẫn |
| S.T                                     | S.T Sơn Thạch                                    | Nguyễn Cao Sơn Thạch                    | Ti Lung, Xì Trum, Cô Bé Mùa Đông, Ti, Thần May Mắn, Hoàng Tử Gameshow, Sói, Chim Cánh Cụt, Máy lạnh 2 ngựa, Đông Quân, Sói Trắng, Sói Đỏ, Bố Thạch, Hoàng tử băng đăng, Conmeetti, Kỹ Nữ Đầu Đinh, Con Nghê Đầu Đỏ, Samoyed, Ti35s, Băng Đăng Hoa Thần | 10 tháng 12 năm 1990                    | Nhảy chính, Rap phụ, Hát phụ                                            |
| Hoạt động 2010 - 2013                   |                                                  |                                         | |                                         |                                                                         |
| Tronie                                  | Tronie Ngô                                       | Ngô Trọng Thành                         | Tròn | 2 tháng 6 năm 1989                      | Rap chính, nhảy chính, biên đạo                                         |

## Danh sách album
- Debut album: Awakening (2010)
- 1st digital single: Baby Don't Cry (2011)
- 2nd digital single: Love (2011)
- 3rd digital single: Đôi Cánh Màu Bạc (2011)
- 1st album: The Love Box (2011)
- 4th digital single: Tình Yêu Đến (2012)
- 1.5 album: The Invasion (2012)
- 5th digital single: No Love No Life (2013)
- 2nd album: Follow Me (2013)
- 3rd album: It's 365 (2015)

## MV

### 5 thành viên
- "365 Merry Christmas"
- "Thức tỉnh (Awakening)"
- "Khúc giao mùa" (với Hồ Vĩnh Khoa, Thiên Trang, Nam Hee, V.Music, Đông Nhi, Thiên Minh, Khổng Tú Quỳnh, Yến Trang, Đàm Phương Linh, Thảo Trang, Đại Nhân, Trương Tri Trúc Diễm, Chí Thiện, Phương Thanh)
- "Liên khúc xuân"
- "Ayyo"
- "Baby don't cry" (OST Sài Gòn Yo!)
- "Đôi cánh màu bạc (Silver wings)"
- "Âm nhạc trong tôi (Music in me)"
- "Oh my love"
- "Liên khúc Giáng Sinh" (với Ngô Thanh Vân, Addy Trần, MiA, MLee, Avi Kim Anh)
- "Liên khúc Xuân 2012" (với Ngô Kiến Huy, MiA, Don Nguyễn, Yến Nhi, Khổng Tú Quỳnh, Nam Cường, Lady Q, Takej Minh Huy, Ưng Đại Vệ, X5, Dương Ngọc Đàm, Jennifer Phạm, Ông Cao Thắng, Lương Minh Trang, khán giả (FC))
- "Saigon here we come"
- "Tìm lại tình yêu" (với X5)
- "Ngày mới vẫy gọi" (Quảng cáo ACUO)
- "Ai đó đêm nay (Get on the floor)" (*)
- "Bâng khuâng Trường Sa" (với Quốc Thiên, Ông Cao Thắng, Đông Nhi, Noo Phước Thịnh, Bích Phương, Vũ Ngọc Ánh, Sĩ Thanh, Thiên Trang, Đàm Phương Linh, X5, Nukan Trần Tùng Anh, Lều Phương Anh, Hà Okio)
- "Vút bay" (với Thanh Bùi, Noo Phước Thịnh, Đông Nhi, Ông Cao Thắng, Cường Seven, JustaTee, Yanbi, Mr.T, Kimmese, Sĩ Thanh, Tâm Tít, Võ Ngọc Trai, Quang Đăng, Trương Nam Thành, Thu Thủy, Vân Trang)
- "Nơi anh không thuộc về (No love no life)"
- "Live for now (Sống trọn từng giây)" (Quảng cáo Pepsi) (với Kasim Hoàng Vũ, Kimmese, Hà Anh Tuấn)

(*) MV được quay tại Bàu Trắng

### 4 thành viên (không có Will)
- "Bóng mây qua thềm" (Chúc mừng sinh nhật Ngô Thanh Vân)
- "Lời yêu thương" (với Minh Xù, Thanh Duy Idol, Takej Minh Huy, Ưng Đại Vệ, Hồ Vĩnh Khoa, Phúc Bồ, Quang Vinh, SG Boi, Spyder)

### 4 thành viên (không có Tronie Ngô)
- "Sẵn sàng bùng nổ" (với Thu Minh, Thanh Bùi, Noo Phước Thịnh, Minh Hằng, Đông Nhi, Ông Cao Thắng, JustaTee, Khả Ngân, Chi Pu, Gil Lê, Petey Majik Nguyễn, Võ Ngọc Trai, Sĩ Thanh, Yumi Dương, Ngọc Thảo, Đàm Phương Linh, Trần Quang Bảo)
- "Niềm vui bất ngờ" (Saigon here we come parody) (Quảng cáo Pond's)
- "Quên đi âu lo (Follow Me)"
- "Ác mộng (Nightmare)"
- "Anh sợ mất em"
- "V" (với Mr. Hưng and Black Infinity Band, Mr. Lê Hoàng (Metalmorph), Cối Kê, Chi Pu, Gil Lê, Hoàng Tôn, Khổng Tú Quỳnh, Only C, Băng Di, Sĩ Thanh, Ngọc Thảo, Nam Cường, Đàm Phương Linh, Karik, Trang Pháp, Trung Quân Idol, Hằng BingBoong, Cường Seven, Khả Ngân, Quốc Thiên, Bích Phương, JustaTee)
- "Hai cô tiên" (OST Ngày nảy ngày nay)
- "Hai cô tiên (Dannce version)" (OST Ngày nảy ngày nay)
- "Chuyện tình lọ lem (Selfie)" (Quảng cáo Galaxy J3)
- "Và như thế" (Pepsi tài trợ)
- "Pepsi Tết xuân 2016" (Quảng cáo Pepsi) (với Đông Nhi, Hà Anh Tuấn, Tiêu Châu Như Quỳnh)
- "Bống bống bang bang" (OST Tấm Cám: Chuyện chưa kể)
- "Who is the best (Style riêng của tôi)" (Quảng cáo X-men)
- "Trạng Tí" (OST Trạng Tí phiêu lưu ký)
- "Mãi mãi bên nhau" (Cảnh đám cưới của Ngô Thanh Vân & Huy Trần)

### Solo

#### Isaac
- "Yêu không nghỉ phép" (với Only C) (365 vẫn còn hoạt động với 4 thành viên)
- "Nhà là nơi..." (với Mỹ Linh, Hoàng Bách, Cẩm Ly) (365 vẫn còn hoạt động với 4 thành viên)
- "Mr. Right (Khi anh yêu em)" (365 vẫn còn hoạt động với 4 thành viên)
- "Mr. Right (Khi anh yêu em) (Dance version)" (365 vẫn còn hoạt động với 4 thành viên)
- "Get down"
- "LK Khai xuân đón lộc (Vui như Tết - Những ngày xuân rực rỡ)" (với Đông Nhi)
- "Anh sẽ về sớm thôi"
- "Bước chân cổ tích" (với bé Bảo An)
- "Ta đã yêu chưa vậy" (với Big Daddy)
- "Janus phiên bản nam - Thần thái đẹp trai" (với Only C, Chi Pu)
- "Tôi đã quên thật rồi"
- "Giá ngày đầu đừng nói thương nhau"
- "Mùa viết tình ca" (với Phan Ngân) (OST Mùa viết tình ca)
- "Đau đầu"
- "Anh em ta là cái gì nào" (OST Anh trai yêu quái)
- "2 giờ chiều" (với Lou Hoàng, Only C)
- "Cất em vào tâm tư"
- "Cá cắn câu" (với Mlee)
- "Hãy tỏa sáng (Let's shine)" (SEA Games 31) (với Tùng Dương, Hồ Ngọc Hà, Văn Mai Hương, Đen Vâu)
- "Phải chi lúc trước anh sai"
- "Day dứt nỗi đau"
- "Một bước yêu, vạn dặm đau"
- "2 giờ chiều bật tích cực"
- "Summer love" (với Top 38 Hoa hậu Thế giới Việt Nam 2022)
- "Ngồi yên anh sang ngay (Thế là mết em rồi)"
- "Ngồi yên anh sang ngay (Thế là mết em rồi) (RNB version)" (với Bùi Anh Tú)
- "The stars" (với 29 ca sĩ Anh trai "say hi")

#### Will
- "Không tin một sớm mai bình yên" (trước khi 365 thành lập) (với tên Will-x, Willx, Willxcute)
- "Let's go party" (với Tronie Ngô, Addy Trần) (quảng cáo bia Coors Light) (365 vẫn còn hoạt động với 5 thành viên)
- "Nếu như không thể nói nếu như" (bài hát chủ đề cuốn sách cùng tên của Jun Phạm) (365 vẫn còn hoạt động với 5 thành viên)
- "Sexy lady" (OST Ngày nảy ngày nay) (365 vẫn còn hoạt động với 4 thành viên) (lyrics video)
- "Vì một người (Chờ em đến ngày mai ngoại truyện)"
- "Em chưa 18" (OST Em chưa 18)
- "Nơi ta chờ em" (OST Em chưa 18)
- "Khi ta có nhau"
- "Tận cùng nỗi nhớ"
- "En đang làm gì đấy" (với R.Tee)
- "3D (Do em, do anh, do ai)" (với Andiez)
- "Có em là đủ"
- "Có em là đủ (Live acoustic) - Cầu hôn version"
- "Gonna be you" (với Linh Ka)

#### S.T Sơn Thạch
- "Em là của anh"
- "Vì anh luôn ở đây" (OST Cô Ba Sài Gòn)
- "Ký ức vỡ đôi" (OST Tìm vợ cho bà)
- "Người anh yêu" (OST Tìm vợ cho bà)
- "Tình yêu tuyệt vời (Perfect love)"
- "Tình yêu tuyệt vời (Perfect love) (Dance version)"
- "Monday is funday" (Quảng cáo Lipton)
- "Thật xa thật gần"
- "Thật xa thật gần (Dance version)"
- "Sai nắng (Crush)" (với Seachains)
- "Lì xì đi" (Quảng cáo Vincom)
- "Phiếu bé ngoan" (với DTAP, Ninh Dương Lan Ngọc)
- "Ngày thương tháng nhớ năm đợi"
- "Hỏa ca" (với 32 nam nghệ sĩ trong chương trình Anh trai vượt ngàn chông gai)
- "Thuận nước đẩy thuyền"

#### Jun Phạm
- "Giữ mãi đam mê"
- "Cô đơn (Lonley)" (OST 12 chòm sao: Vẽ đường cho yêu chạy) (365 vẫn còn hoạt động với 4 thành viên)
- "Kể từ ấy (Nobody like you)"
- "Đường về quê"
- "Bên kia hạnh phúc"
- "Thương em hơn chính anh (Đếm xuôi đếm ngược"
- "Mắt Nai Cha Cha Cha Ver. Điện Máy Xanh"
- "Tân thời" (OST Cô Ba Sài Gòn)
- "Tân thời (Dance version)" (OST Cô Ba Sài Gòn)
- "Đôi lời" (OST 100 ngày bên em)
- "Về quê ăn tết (Film version)" (OST Về quê ăn tết)
- "Về quê ăn tết (Dance version)" (OST Về quê ăn tết)
- "Cô gái nhà bên"
- "Gật đầu (Parce que c'est ma vie)"
- "Hai bàn tay"
- "Đây là một bài hát vui"
- "Có ai..."
- "Yêu từ cái buồn đầu tiên" (OST Những ngày 20)
- "25 năm gắn bó, khơi cảm hứng vươn tầm"
- "Hạnh phúc là khi..."
- "Số độc đắc" (OST Số độc đắc) (với LoR)
- "Thiết huyết đan tâm 2022" (với Juky San)
- "1900 hồi đó"
- "Bảo tàng tuổi ther" (với Lê Nhân)
- "Mây và núi" (với Ngô Kiến Huy, Trung Quân, Blacka, Myra Trần)
- "Đợi chờ người xứng đáng" (với Blacka)
- "Xứ sở miên man" (OST Sách Xứ sở miên man)
- "Nồng nàn Hà Nội" (với Ngô Kiến Huy, Trung Quân, Myra Trần)
- "Cà phê miệt vườn" (với Myra Trần)
- "Tát nước đầu đình" (với Ngô Kiến Huy, Trung Quân, Jun Phạm, Blacka, Myra Trần, Dương Hoàng Yến)
- "Vũ điệu giữ trái đất xanh" (quảng cáo Vinamilk)
- "Tết ổn rồi" (với Hiền Thục, Đông Nhi, Bùi Công Nam) (quảng cáo Lifebuoy)
- "An ủi"
- "Nhớ mang ô hôm nay"
- "Thương nhau để đó"
- "Hẹn em ngày nắng"
- "Hỏa ca" (với 32 nam nghệ sĩ trong chương trình Anh trai vượt ngàn chông gai)
- "Vì một Việt Nam khỏe mạnh hơn" (với Đông Nhi, Bùi Công Nam) (quảng cáo Lifebuoy)
- "sau lưng Bố"
- "Sơn Thuỷ Khúc"

#### Tronie Ngô
- "Let's go party" (với Will, Addy Trần) (quảng cáo bia Coors Light) (365 vẫn còn hoạt động với 5 thành viên)
- "Thanh niên nghiêm túc" (với Kay Trần)
- "Light it up"
- "Người đừng lừa dối" (với Cao Cẩm Tú, Only C)
- "Anh đã sai"
- "Saigon night" (với Addy Trần, MiA)
- "Không thể quên"
- "Ai khiến em như vây"
- "Bé xinh (You are beautiful)" (với Addy Trần)
- "Far away" (với Kay Trần)
- "Giữa cơn giông" (với Tuấn Hii, LilGee Phạm)
- "Ngày dài" (với Tuấn Hii, LilGee Phạm)
- "Có nên yêu một lần nữa" (OST Học đường nổi loạn 9)
- "Let me wake up" (với Henry Nguyễn)
- "Mất chính mình"

## Lyrics video

### 365
- "Ác mộng (Nightmare)"
- "Và như thế"
- "Bống bống bang bang" (OST Tấm Cám: Chuyện chưa kể)"

### Isaac
- "Lỗi định mệnh" (OST Ngày nảy ngày nay)
- "Do em quá tệ" (với Lou Hoàng)
- "Đau đầu"
- "Chuyện buồn tháng ba"
- "Giá ngày đầu đừng nói thương nhau"
- "Gọi cho anh"

### Will
- "Sexy lady" (OST Ngày nảy ngày nay)
- "Em chưa 18" (OST Em chưa 18) (với Lou Hoàng, Kaity Nguyễn)
- "Nơi ta chờ em" (OST Em chưa 18) (với Lou Hoàng, Kaity Nguyễn)
- "Hai thế giới"
- "Gonna be you" (với Linh Ka)

### Jun Phạm
- "Bên kia hạnh phúc"
- "Đã từng là chúng ta" (OST Phượng khấu)
- "Mới ngồi sát"

### Tronie Ngô
- "Có nên yêu một lần nữa"
- "Nếu không còn yêu" (với SMO 95G)
- "Tell me (La la la)" (với Yori Huỳnh Nga)

## Bài hát
- Ai đó đêm nay (Get on the floor)
- Ác mộng (Nightmare)
- Anh không đòi quà
- Anh đã sai
- Anh sợ mất em
- Awakening (Thức tỉnh)
- Awakening (Thức tỉnh) (English version)
- Awakening (Thức tỉnh) - Ayyo (Acoustic version)
- Ayyo
- Baby don't cry
- Baby don't cry (dance version)
- Baby don't cry (hip hop version)
- Bắc kim thang
- Bóng mây qua thềm (chúc mừng sinh nhật Ngô Thanh Vân)
- Bống bống bang bang
- Beautiful - Break your heart
- Bước trong mưa
- Bye bye bye (NSYNC cover)
- Chỉ còn em thôi
- Chợt có một niềm tin
- Cười lên đi em
- Đôi cánh màu bạc (Silver wings)
- Đổi thay (Leaving me so easy)
- Đường chân trời
- Eenie meenie
- Eenie meenie - Baby
- Em trong mắt tôi
- Feliz Navidad
- Follow me (Quên đi âu lo)
- Glad you came - Timber
- Hai cô tiên
- Hai cô tiên (dance version)
- Hug
- Hương thơm diệu kỳ
- I let you down
- I want you girl
- I'll never break your heart
- I'm alright without you (Đừng lo, anh sẽ ổn)
- Khác biệt
- Khi nào em buồn
- Không thể thay thế
- Liên khúc Giáng sinh: Mistletoe, Feliz Navidad, We wish you a merry Christmas
- Liên khúc Giáng sinh: Mistletoe, Chúc mừng Giáng Sinh (Feliz Navidad), Chiếc xe nai (Rudolph the red-nóed reindeer), We wish you a merry Christmas (với Mlee, MiA, Avi Kim Anh)
- Liên khúc xuân: Khúc xuân, Xuân họp mặt, Mùa xuân ơi, Gong xi gong xi
- Love like you
- Lời yêu thương (ft. Power Girls)
- Mãi mãi bên nhau
- Mery Christmas: Last Christmas, Santa Claus is comin' to town, Jingle bells
- Miss you
- Music in me (Âm nhạc trong tôi)
- Nhớ em
- Như chưa bao giờ lìa xa
- Niềm tin chiến thắng
- Ngày mới vẫy gọi
- Ngựa ô thương nhớ (với Đan Trường)
- Nobody (với Khởi My)
- Nói với anh (Talk to me)
- Nơi anh không thuộc về (No love no life)
- Nơi anh không thuộc về (No love no life) (acoustic version)
- Oh my love
- Oh my love (acoustic version)
- Quay về
- Saigon here we come
- Selfie (Chuyện tình Lọ Lem)
- Stand by me - Beautiful girls
- Tìm lại tình yêu (với X5)
- Tình về nơi đâu (với Trà My (fan))
- Tình yêu đến
- Trạng Tí
- Uptown girl (Billy Joel cover)
- Và như thế
- Vào hạ (với Power Girls)
- When you say nothing at all
- Xa em kỷ niệm (với Đàm Vĩnh Hưng)

## Chương trình truyền hình
| Năm         | Tên chương trình                         | Vai trò                                        | Kênh                                                 | Thành viên | Ghi chú |
| ----------- | ---------------------------------------- | ---------------------------------------------- | ---------------------------------------------------- | --- | --- |
| 2007        | Thần tượng âm nhạc Việt Nam              | thí sinh                                       | HTV7                                                 | Isaac | bị loại |
| 2010        | Âm nhạc của tôi                          | ca sĩ                                          | HTV7                                                 | 365 | tháng 12 (Awakening (Thức tỉnh)) |
| 2010        | Yan yêu                                  | VJ khách mời                                   | YanTV                                                | Jun Phạm | dẫn cùng với Thiên Trang |
| 2011        | WE10 - Bảng xếp hạng âm nhạc quốc tế     | VJ                                             | YanTV                                                | Isaac & Will | Isaac dẫn chính tất cả các tập và Will là VJ khách mời trong một tập nhân dịp Giáng Sinh |
| 2011        | Leo&U                                    | khách mời                                      | YanTV                                                | 365 | cùng với Ngô Thanh Vân |
| 2011        | Sea show                                 | ca sĩ                                          | YanTV                                                | 365 | tháng 1, trình bày hai ca khúc "Baby don't cry" & "Awakening (Thức tỉnh)" và tháng 10, trình bày hai ca khúc "Music in me (Âm nhạc trong tôi)" & "Ayyo" |
| 2011        | Yan special: Idol music event 2011       | ca sĩ                                          | YanTV                                                | 365 | trình bày ca khúc "Bước trong mưa" ngoài ra còn có sự xuất hiện của người thành lập nhóm 365 - Ngô Thanh Vân trình bày ca khúc "Cho em thôi nhớ anh" |
| 2011        | F-Idol - Thần tượng thời trang           | ca sĩ                                          | YanTV                                                | 365 | trình bày ca khúc "Music in me (Âm nhạc trong tôi)" trong đêm chung kết 13/11/2011 |
| 2011        | Nhịp cầu nghệ sĩ                         | khách mời                                      | THVL1                                                | 365 | MC Thanh Tú phỏng vấn |
| 2011        | Thời trang và cuộc sống                  | ca sĩ khách mời                                | HTV7                                                 | 365 | trình diễn ca khúc "Bước trong mưa" nhưng thiếu thành viên Will |
| 2011        | Zoom                                     | VJ                                             | YanTV                                                | Isaac | phỏng vấn nhóm nhạc Westlife tại Sân bay quốc tế Nội Bài (Hà Nội) |
| 2012        | Miss Teen 2012                           | MC                                             | VTC3 & HTV3                                          | Jun Phạm | |
| 2012        | Âm nhạc và bước nhảy                     | ca sĩ                                          | VTV9                                                 | 365 | tháng 11 (Tìm lại tình yêu (Love in time) (cùng với nhóm X5) & Sài Gòn here we come) |
| 2012        | Bài hát yêu thích                        | ca sĩ                                          | VTV3                                                 | 365 | tháng 5 (Baby don't cry) & tháng 7 (Quay về) |
| 2012        | Vui sống mỗi ngày                        | ca sĩ                                          | VTV3                                                 | 365 | trình bày khúc "Baby don't cry" (tháng 4) & "Oh my love" (tháng 10) |
| 2012        | Đọ sức âm nhạc                           | người chơi                                     | HTV                                                  | 365 | không có Tronie Ngô dù Tronie Ngô chưa rời nhóm |
| 2012        | MTV thích mê                             | khách mời                                      | MTV Việt Nam                                         | 365 | |
| 2012        | Tìm kiếm tài năng: Vietnam's Got Talent  | ca sĩ khách mời                                | VTV2                                                 | 365 | hát ca khúc "Âm nhạc trong tôi (Music in me)" tại bán kết 5 của mùa 1 |
| 2012        | Thử thách cùng bước nhảy                 | ca sĩ khách mời                                | HTV7, HanoiTV1, VTV Cần Thơ 1, DRT1, YanTV, VCTV7    | 365 | trình bày ca khúc "Ai đó đêm nay (Get on the floor)" (đêm gala VCK 6 - mùa 1) & "Sai Gon here we come" (đêm gala VCK 9 - mùa 1) |
| 2012        | MTV thích mê                             | khách mời                                      | MTV Việt Nam                                         | Tronie Ngô | cùng với Mlee |
| 2012        | MTV thích mê                             | VJ khách mời                                   | MTV Việt Nam                                         | 365 | cùng với X5 và Trang Pháp |
| 2012        | WE10 - Bảng xếp hạng âm nhạc quốc tế     | VJ                                             | YanTV                                                | 365 | Isaac dẫn chính tất cả các tập và 4 thành viên còn lại chỉ xuất hiện chúc mừng Giáng Sinh khán giả bằng câu hát trong "We wish you a merry Christmas" cùng Isaac trong một tập nhân dịp Giáng Sinh |
| 2012        | Revive fun bike - Hành trình vui nhộn    | khách mời                                      | YanTV                                                | 365 | |
| 2013        | Yan Vpop 20 - Bảng xếp hạng ca khúc Việt | khách mời                                      | YanTV                                                | 365 | được Thiên Trang phỏng vấn và hát ca khúc "Nơi anh không thuộc về" phiên bản Acoustic trong đó có một tập thành viên Will xuất hiện để thử thách hai VJ Nam Hee (Hoài Nam) |
| 2013        | Revive fun bike - Hành trình vui nhộn    | khách mời                                      | YanTV                                                | Isaac | |
| 2013        | Tôi dám hát                              | người chơi khách mời                           | YanTV                                                | Will | thắng |
| 2013        | WE10 - Bảng xếp hạng âm nhạc quốc tế     | VJ                                             | YanTV                                                | Isaac và Will | Isaac dẫn chính tất cả các tập nhưng Will chỉ xuất hiện hai lần cùng Isaac (xuất hiện làm kẻ bí ẩn để đặt thử thách cho Isaac, lộ diện vào cuối chương trình và một lần làm VJ cùng Isaac. Ngoài ra còn làm VJ cùng với Bảo Anh, Miu Lê, Gil Lê (được chọn làm VJ chính thức), Khổng Tú Quỳnh                               |
| 2013        | Ngẫu hứng âm nhạc                        | ca sĩ                                          | YanTV                                                | 365 | hát ca khúc "Ai đó đêm nay (Get on the floor)" |
| 2013        | Ước mơ cùng Yan                          | khách mời                                      | YanTV                                                | 365 | chúc mừng sinh nhật em gái của một fan nữ tên Thúy Hằng cùng với 4 thành viên trong nhóm 365 |
| 2013        | Radio 88.8                               | VJ                                             | YanTV                                                | Will | dẫn cùng với Thiên Trang |
| 2013        | Tôi muốn nói                             | khách mời                                      | YanTV                                                | Will | |
| 2013        | MTV Wow                                  | khách mời                                      | MTV Vietnam                                          | 365 | hát cho một fan nữ xem |
| 2013        | Tìm kiếm tài năng: Vietnam's Got Talent  | ca sĩ khách mời                                | VTV2                                                 | 365 | hát ca khúc "Ai đó đêm nay (Get on the floor)" tại bán kết 3 của mùa 2 |
| 2013        | Bài hát yêu thích                        | ca sĩ                                          | VTV3                                                 | 365 | tháng 8 (Nơi anh không thuộc về (No love no life)) |
| 2013        | Vào bếp là chuyện nhỏ                    | người chơi khách mời                           | VTV3                                                 | Jun Phạm | tập 1 |
| 2013        | Vì bạn xứng đáng                         | người chơi                                     | HTV7                                                 | Isaac | hỗ trợ cho bạn học sinh giỏi nghèo Nguyễn Minh Trí khi sinh ra không có hai cánh tay |
| 2013        | Thử tài thách trí                        | ca sĩ khách mời, người chơi, hỗ trợ người chơi | HTV7                                                 | 365 | trình bày ca khúc "Sài Gòn here we come", Isaac chơi chính, Jun Phạm hỗ trợ trong tập 71 |
| 2013        | Đọ sức âm nhạc                           | người chơi                                     | HTV7                                                 | 365 | Tronie Ngô đã rời nhóm |
| 2013        | Thử thách cùng bước nhảy                 | ca sĩ khách mời                                | HTV7, HanoiTV1, VTV Cần Thơ 1, DRT1, YanTV, VTVcab 1 | 365 | trình bày ca khúc "Quên đi âu lo (Follow me)" (mùa 2) |
| 2013        | Alo alo                                  | khách mời                                      | Yeah1TV                                              | Tronie Ngô | |
| 2014 - 2017 | Lớp học vui nhộn                         | thành viên chính                               | Yeah1TV                                              | Tronie Ngô | xuất hiện cùng Cát Phượng, Khởi My, Kelvin Khánh, Thanh Duy Idol, Đại Nhân (201 tập) |
| 2014        | Người bí ẩn                              | người chơi ở đội khách                         | HTV7                                                 | Isaac | cùng với Miu Lê |
| 2014        | Hội ngộ danh hài                         | ca sĩ                                          | HTV7                                                 | 365 | hát ca khúc "Get on the floor (Ai đó đêm nay)" và "Nơi anh không thuộc về (No love no life)" |
| 2014        | Thư ký của Romeo                         | khách mời                                      | Yeah1TV                                              | Jun Phạm | |
| 2014        | Yan Vpop 20                              | khách mời                                      | YanTV                                                | Tronie Ngô | |
| 2014        | Thử thách cùng bước nhảy                 | thí sinh                                       | HTV7, HanoiTV1, DRT1, YanTV, VTVcab 1                | S.T Sơn Thạch | bị loại |
| 2014        | Ai thông minh hơn học sinh lớp 5         | người chơi khách mời                           | VTV3, VTV6                                           | Will & S.T Sơn Thạch | hai tập khác nhau nhưng cả hai đều "không thông minh hơn học sinh lớp 5" |
| 2014        | Live show "Tôi tỏa sáng"                 | ca sĩ                                          | VTV9                                                 | 365 | cùng với Hoàng Thùy Linh làm ca sĩ chính thay phiên xuyên suốt live show số 3 |
| 2014        | Hậu trường nghệ thuật                    | khách mời                                      | HTV9                                                 | 365 | chuyên mục "Cafe cung sao" |
| 2014        | Gương mặt kế tiếp                        | ca sĩ                                          | YanTV                                                | 365 | trình bày ca khúc "Anh sợ mất em" |
| 2014        | WE10 - Bảng xếp hạng âm nhạc quốc tế     | VJ                                             | YanTV                                                | Isaac | dẫn cùng với Gil Lê |
| 2014        | Chuyện của Tết                           | khách mời                                      | YanTV                                                | 365 | đặc biệt Isaac xuất hiện cùng với Gil Lê phần 2 của chương trình |
| 2014        | Radio 88.8                               | VJ                                             | YanTV                                                | Isaac & Will | Will dẫn cùng với Yumi Dương (thay thế cho Thiên Trang) tất cả các tập trừ một tập đặc biệt Isaac và Võ Ngọc Trai thế chỗ |
| 2014        | Bếp chiến                                | Will                                           | YanTV                                                | MC | dẫn cùng với Gil Lê |
| 2015        | Radio 88.8                               | VJ                                             | YanTV                                                | Will | Will dẫn cùng với Yumi Dương |
| 2015        | Yan Vpop 20 - Bảng xếp hạng ca khúc Việt | khách mời                                      | YanTV                                                | 365 | được Đàm Phương Linh phỏng vấn |
| 2015        | WE10 - Bảng xếp hạng âm nhạc quốc tế     | VJ                                             | YanTV                                                | Isaac | dẫn cùng với Gil Lê nhưng sau đó Gil Lê chia tay với chương trình và lần lượt dẫn cùng với Vũ Cát Tường, Diệu Nhi, Mlee (được chọn thay thế chính thức cho Gil Lê), Tóc Tiên, Sơn Lâm, Phạm Hồng Phước. 10 tháng 7 năm 2015 thì Isaac dẫn lần cuối và chính thức chia tay với chương trình                                  |
| 2015        | BFF - Sát cánh cùng thần tượng           | khách mời                                      | YanTV                                                | 365 | |
| 2015        | Bếp chiến                                | MC                                             | YanTV                                                | Will & Tronie Ngô | dẫn cùng với Gil Lê, Một tập Will vắng mặt và Gil Lê dẫn một mình nhưng Tronie Ngô tham gia với tư cách khách mời |
| 2015        | Awesome - Vui thỏa thích                 | khách mời                                      | YanTV                                                | Tronie Ngô | phần 2BĐ |
| 2015        | Chỉ có thể là yan +                      | khách mời                                      | YanTV                                                | Tronie Ngô | tập 21 - phần 2 |
| 2015        | Yan beast fest                           | ca sĩ                                          | YanTV                                                | Tronie Ngô | trình bày ca khúc "Good boy" |
| 2015        | Sống cùng D-Dramas                       | khách mời                                      | VTV cab                                              | Will | |
| 2015        | Bữa trưa vui vẻ                          | khách mời                                      | VTV6                                                 | Will | |
| 2015        | Xine me                                  | MC                                             | HTV2                                                 | Will | |
| 2015        | Bài hát yêu thích                        | ca sĩ                                          | VTV3                                                 | Isaac | tháng 5 (Mr. Right (Khi anh yêu em)) |
| 2015        | Hòa âm ánh sáng                          | thí sinh                                       | VTV3                                                 | Isaac | đoạt giải bạc cùng với nhạc sĩ Only C, DJ Gin |
| 2015        | Ơn giời cậu đây rồi!                     | người chơi khách mời                           | VTV3                                                 | Will | tập 1 (thua) |
| 2015        | Đừng để tiền rơi                         | người chơi khách mời                           | VTV3                                                 | Will & S.T Sơn Thạch | thua (5/2/2015) |
| 2015        | Vui sống mỗi ngày                        | khách mời                                      | VTV3                                                 | 365 | |
| 2015        | Người bí ẩn                              | người chơi ở đội khách                         | HTV7                                                 | Isaac | cùng với Tóc Tiên |
| 2015        | Thời trang và nhân vật                   | khách mời                                      | HTV7                                                 | 365 | |
| 2015        | Nối kết yêu thương                       | khách mời                                      | HTV9                                                 | 365 | kỳ 39 |
| 2015        | Hội quán tiếu lâm                        | người chơi khách mời                           | THVL1                                                | Will | tập 6 |
| 2015        | Tuyệt đỉnh giác quan                     | người chơi khách mời                           | THVL1                                                | S.T Sơn Thạch | tập 15 |
| 2015        | Vui ơi là vui                            | người chơi khách mời                           | THVL1                                                | Will & S.T Sơn Thạch | tập 12 |
| 2015        | Thiên đường ẩm thực                      | người chơi khách mời                           | HTV7                                                 | Will & S.T Sơn Thạch | chung đội "Ba con mắm nêm" với Hoàng Rapper trong tập 11 (mùa 1) |
| 2015        | Ai thông minh hơn học sinh lớp 5?        | người chơi khách mời                           | HTV7                                                 | Tronie Ngô | tập 28 |
| 2015        | Hàng xóm lắm chiêu                       | người chơi khách mời                           | HTV7                                                 | Will | mùa 1 - tập 10 |
| 2016        | Ngạc nhiên chưa                          | người chơi khách mời                           | HTV7                                                 | S.T Sơn Thạch & Tronie Ngô | S.T Sơn Thạch ở tập 28 & Tronie Ngô ở tập 65 |
| 2016        | Kỳ tài thách đấu                         | người chơi khách mời                           | HTV7                                                 | Will | mùa 1 - tập 8 |
| 2016        | Chuẩn cơm mẹ nấu                         | người chơi khách mời                           | HTV7                                                 | S.T Sơn Thạch | cùng với mẹ của mình là bà Hồ Thị Hoa |
| 2016        | Hội ngộ danh hài                         | ca sĩ khách mời                                | HTV7                                                 | 365 | 365 hát ca khúc "Và như thế" trong tập 7 |
| 2016        | Kỳ phùng địch thủ                        | người chơi khách mời                           | HTV7                                                 | Tronie Ngô | cùng với Việt My, Minh Trung (tập 4) |
| 2016        | Radio 88.8                               | VJ                                             | YanTV                                                | Will & Tronie Ngô | Will vẫn làm VJ dù 365 tan rã. Tập 29, 30, 31, 32 (Will vắng mặt). Riêng tập 29 thì Tronie Ngô thế chỗ Will. |
| 2016        | Bếp chiến                                | MC                                             | YanTV                                                | Will | dẫn cùng với Gil Lê nhưng sau đó Will chia tay với chương trình và Gil Lê dẫn một mình |
| 2016        | Sẵn sàng khám phá                        | khách mời                                      | YanTV                                                | Tronie Ngô | |
| 2016        | Ghế đỏ                                   | khách mời                                      | YanTV                                                | S.T Sơn Thạch | |
| 2016        | Yan beast fest                           | ca sĩ                                          | YanTV                                                | S.T Sơn Thạch | trình bày ca khúc "Tình yêu tuyệt vời (Perfect love)" |
| 2016        | MTV top ten                              | VJ                                             | MTV Việt Nam                                         | S.T Sơn Thạch | dẫn cùng với Dustin Nguyễn |
| 2016        | Bữa trưa vui vẻ                          | khách mời                                      | VTV6                                                 | Isaac | |
| 2016        | Thay lời muốn nói                        | MC khách mời                                   | HTV9                                                 | Isaac | |
| 2016        | Bạn có bình thường?                      | người chơi khách mời                           | VTV9                                                 | Tronie Ngô | |
| 2016        | Vị khách bí ẩn                           | vị khách bí ẩn                                 | VTV9                                                 | S.T Sơn Thạch | tập 2 |
| 2016        | Vietnam Top Hits                         | ca sĩ                                          | Yeah1TV                                              | 365 | trình bày ca khúc "Và như thế" (số 20) & "Cười lên đi em" (số 26) |
| 2016        | Alo alo                                  | khách mời                                      | Yeah1TV                                              | Tronie Ngô | |
| 2016        | Ơn giời cậu đây rồi!                     | người chơi khách mời                           | VTV3                                                 | Jun Phạm | tập 11 (thắng) |
| 2016        | Vui sống mỗi ngày                        | khách mời                                      | VTV3                                                 | 365 | |
| 2016        | Bước nhảy hoàn vũ 2016: V.I.P Dance      | thí sinh                                       | VTV3                                                 | S.T Sơn Thạch | cúp vàng (nam vương) |
| 2016        | Gương mặt thương hiệu                    | khách mời                                      | VTV3                                                 | S.T Sơn Thạch | mùa 1 - tập 5 |
| 2016-2017   | Thần tượng âm nhạc nhí                   | giám khảo                                      | VTV3                                                 | Isaac | cùng với Tóc Tiên, Văn Mai Hương, Bích Phương |
| 2017        | Gương mặt thân quen                      | thí sinh                                       | VTV3                                                 | Jun Phạm | quán quân |
| 2017        | Bí mật đêm Chủ Nhật                      | người chơi khách mời                           | HTV7                                                 | Jun Phạm | chiến thắng (mùa 3 - tập 5) |
| 2017        | Siêu bất ngờ                             | người chơi khách mời                           | HTV7                                                 | Jun Phạm | mùa 3 - tập 1, 24 |
| 2017        | Giọng ải giọng ai                        | người chơi khách mời                           | HTV7                                                 | Jun Phạm | chiến thắng (mùa 2 - tập 2) |
| 2017        | Đàn ông phải thế                         | người chơi khách mời                           | HTV7                                                 | Jun Phạm | mùa 3 - tập 1 |
| 2017        | Thiên đường ẩm thực                      | người chơi khách mời                           | HTV7                                                 | Jun Phạm & Tronie Ngô | Jun Phạm ở tập 8 và Tronie Ngô ở tập 15 (cả hai đều chiến thắng) |
| 2017        | Người bí ẩn                              | người chơi khách mời                           | HTV7                                                 | S.T Sơn Thạch | mùa 4 - tập 7 |
| 2017        | Be a star - Bạn là ngôi sao              | ca sĩ khách mời                                | HTV7                                                 | S.T Sơn Thạch | hát ca khúc "Look at me" tại liveshow 8 |
| 2017        | Phiên bản hoàn hảo                       | giám khảo khách mời                            | HTV7                                                 | Isaac | tập 10 |
| 2017        | Sàn đấu ca từ                            | đội trưởng khách mời                           | HTV7                                                 | Will & S.T Sơn Thạch | Will (mùa 1 - tập 8) & S.T Sơn Thạch (mùa 1 - tập 13) |
| 2017        | Kỳ tài thách đấu                         | người chơi khách mời                           | HTV7                                                 | Will | mùa 2- tập 13 |
| 2017        | Ai cũng bật cười                         | người chơi khách mời                           | HTV2                                                 | S.T Sơn Thạch | mùa 1 - tập 35 |
| 2017        | Radio 88.8                               | khách mời                                      | YanTV                                                | S.T Sơn Thạch | Will chỉ làm 2 tập 43, 44 rồi nghỉ và tập của S.T Sơn Thạch không có Will |
| 2017        | Super 777                                | khách mời                                      | MCV                                                  | Will | Giao lưu với ekip phim "Em chưa 18" |
| 2017        | Trời sinh một cặp                        | MC                                             | VTV3                                                 | Will | mùa 1 |
| 2017        | Ơn giời cậu đây rồi!                     | người chơi khách mời                           | VTV3                                                 | Jun Phạm | tập 2 (thua) |
| 2017        | Đừng để tiền rơi                         | người chơi khách mời                           | VTV3                                                 | Jun Phạm | cùng với đạo diễn Vũ Ngọc Phượng (15/3/2017) |
| 2017        | Nghệ sĩ thử tài P336                     | người chơi khách mời                           | HTV7                                                 | Jun Phạm | chiến thắng (tập 5) |
| 2017        | Hàng xóm lắm chiêu                       | người chơi khách mời                           | HTV7                                                 | Jun Phạm | mùa 4 - tập 15 |
| 2017        | Showbiz 101                              | khách mời                                      | VTC8                                                 | Jun Phạm | |
| 2017        | Vị khách bí ẩn                           | người chơi khách mời                           | VTV9                                                 | Jun Phạm | tập 17 |
| 2017        | Bữa trưa vui vẻ                          | khách mời                                      | VTV6                                                 | Will & S.T Sơn Thạch | Will (23/3/2017) & S.T Sơn Thạch (23/6/2017) |
| 2017        | Alo Alo                                  | Yeah1TV                                        | Jun Phạm                                             | số 68 | |
| 2017        | Một trăm triệu một phút                  | người chơi khách mời                           | VTV3                                                 | Will | tập 75 (do Trấn Thành làm MC) |
| 2018        | Giọng ải giọng ai                        | người chơi khách mời                           | HTV7                                                 | Isaac | chung đội với Trấn Thành, Hải Triều |
| 2018        | Thiên đường ẩm thực                      | người chơi khách mời                           | HTV7                                                 | S.T Sơn Thạch | xuất hiện trong tập 12 |
| 2018        | Sàn đấu ca từ                            | đội trưởng khách mời                           | HTV7                                                 | S.T Sơn Thạch | mùa 2 - tập 9 |
| 2018        | Đúng là một đôi                          | người chơi khách mời                           | HTV7                                                 | S.T Sơn Thạch | tập 6 |
| 2018        | Đào thoát                                | người chơi khách mời                           | HTV7                                                 | S.T Sơn Thạch | cùng với Ninh Dương Lan Ngọc (tập 9) |
| 2018        | Tần số tình yêu                          | MC                                             | HTV7                                                 | Will | cùng với Puka |
| 2018        | Sao hỏa sao kim                          | người chơi khách mời                           | HTV7                                                 | S.T Sơn Thạch | mùa 1 - tập 5 |
| 2018        | Nhạc hội song ca                         | bình luận viên khách mời                       | HTV7                                                 | S.T Sơn Thạch & Will | S.T Sơn Thạch (mùa 2-tập 12, 13) & Will (mùa 2-tập 16) |
| 2018        | Đấu trường âm nhạc                       | MC & thủ lĩnh khách mời                        | THVL1                                                | Will & S.T Sơn Thạch | Will làm MC xuyên suốt chương trình với Diễm My 9X nhưng S.T Sơn Thạch chỉ xuất với vai trò thủ lĩnh khách mời trong tập 10 |
| 2018        | Hãy chọn giá đúng                        | ca sĩ và người chơi khách mời                  | VTV3                                                 | Will | trình bày ca khúc "Em chưa 18" |
| 2018        | Bộ ba siêu đẳng                          | người chơi khách mời                           | VTV3                                                 | S.T Sơn Thạch | mùa 1 - tập 1 |
| 2018        | Ơn giời cậu đây rồi!                     | người chơi khách mời (Mùa 4 - Tập 2)           | VTV3                                                 | Jun Phạm | |
| 2018        | Kỳ tài thách đấu                         | người chơi khách mời                           | HTV7                                                 | Jun Phạm | chiến thắng (mùa 2 - tập 15) |
| 2018        | Người bí ẩn                              | người chơi khách mời                           | HTV7                                                 | Jun Phạm | mùa 5 - tập 2 |
| 2018        | Hát mãi ước mơ                           | giám khảo, ca sĩ khách mời                     | HTV7                                                 | Jun Phạm | mùa 2 - tập 8 |
| 2018        | Siêu bất ngờ                             | người chơi khách mời                           | HTV7                                                 | S.T Sơn Thạch & Jun Phạm | S.T Sơn Thạch (mùa 4 - tập 3) & Jun Phạm (mùa 3 - tập 22) |
| 2018        | Nhanh như chớp                           | Jun Phạm, S.T Sơn Thạch, Will                  | HTV7                                                 | Jun Phạm chiến thắng ở tập 5, S.T Sơn Thạch thua ở tập 9 nhưng chiến thắng ở phần tái đấu tập 19 lại thua ở tập 23, Will chiến thắng ở tập 26, 36 nhưng thua ở tập 39 | |
| 2018        | Đấu trường võ nhạc                       | giám khảo, ca sĩ khách mời                     | HTV7                                                 | S.T Sơn Thạch | tập 10, 14 |
| 2018        | Biệt tài tí hon                          | người chơi khách mời                           | VTV3                                                 | S.T Sơn Thạch | trong mùa 2, tập 1 (chung đội với Trấn Thành) & tập 2 (chung đội với Ngô Kiến Huy) |
| 2018        | Một trăm triệu một phút                  | người chơi khách mời                           | VTV3                                                 | S.T Sơn Thạch | tập 146 (do Ngô Kiến Huy làm MC) |
| 2018        | Trí lực sánh đôi                         | người chơi khách mời                           | VTV3                                                 | S.T Sơn Thạch | tập 2 (cùng với Ninh Dương Lan Ngọc) |
| 2018        | Ca sĩ tranh tài                          | người chơi khách mời                           | VTV3                                                 | Jun Phạm | chiến thắng ở tập cuối |
| 2018        | Khi chàng vào bếp                        | người chơi khách mời                           | HTV7                                                 | Jun Phạm | chiến thắng ở mùa 1 - tập 3 |
| 2018        | Thiên đường ẩm thực                      | người chơi khách mời                           | HTV7                                                 | Jun Phạm | mùa 4 - tập 13 |
| 2018        | Ca sĩ bí ẩn                              | bình luận viên khách mời                       | HTV7                                                 | S.T Sơn Thạch & Jun Phạm | S.T Sơn Thạch - tập 7 và Jun Phạm - tập 13, 17 (thay thế cho Ngô Kiến Huy một số tập) |
| 2018        | Im lặng là vàng                          | người chơi khách mời                           | HTV7                                                 | Will & S.T Sơn Thạch | tập 6 |
| 2018        | Cao thủ đấu nhạc                         | người chơi khách mời                           | HTV7                                                 | Will & S.T Sơn Thạch | Will (tập 2) & S.T Sơn Thạch (tập 10) |
| 2018        | Giọng ca bí ẩn                           | nhà đầu tư khách mời                           | HTV7                                                 | Will & S.T Sơn Thạch | S.T Sơn Thạch tập 4 còn Will là tập 12 |
| 2018        | Nhanh như chớp nhí                       | đội trưởng khách mời                           | HTV2                                                 | Will & S.T Sơn Thạch | trong mùa 1, Will ở tập 10, 14 còn S.T Sơn Thạch ở tập 11 |
| 2018        | Phiên tòa tình yêu                       | khách mời                                      | HTV2                                                 | S.T Sơn Thạch | cùng với Ninh Dương Lan Ngọc trong tập 1 |
| 2018        | Cây nguyện ước                           | MC                                             | HTV2                                                 | Jun Phạm | |
| 2018        | Cuộc chiến mỹ vị                         | người chơi khách mời                           | VTV3                                                 | Will, S.T Sơn Thạch, Tronie Ngô, Jun Phạm | Will làm MC từ tập 1 đến tập 16, S.T Sơn Thạch thua ở tập 15, Tronie Ngô chiến thắng ở tập 22, Jun Phạm chiến thắng ở tập 24 |
| 2019        | Úm ba la ra chữ gì                       | người chơi khách mời                           | VTV3                                                 | Jun Phạm | chiến thắng ở tập 11 |
| 2019        | Running Man Vietnam - (Chạy Đi Chờ Chi)  | thành viên chính                               | HTV7                                                 | Jun Phạm | mùa 1 |
| 2019        | Khi chàng vào bếp                        | người hỗ trợ                                   | HTV7                                                 | Jun Phạm | mùa 2 - tập 13 |
| 2019        | Người bí ẩn                              | người chơi khách mời                           | HTV7                                                 | Jun Phạm | mùa 6 - tập 15 |
| 2019        | Bản lĩnh nhóc tỳ                         | khách mời                                      | VTV3                                                 | Tronie Ngô | tập 42 |
| 2019        | Tường lửa                                | người chơi khách mời                           | VTV3                                                 | Jun Phạm | chiến thắng trong tập 6 |
| 2019        | Gà đẻ trứng vàng                         | người chơi khách mời                           | VTV3                                                 | S.T Sơn Thạch | tập 1 |
| 2019        | Ai là số 1                               | người chơi khách mời                           | HTV2                                                 | Jun Phạm & S.T Sơn Thạch | Jun Phạm trong tập 5 & S.T Sơn Thạch trong tập 11 |
| 2019        | Sàn đấu ca từ                            | đội trưởng khách mời                           | HTV7                                                 | Will & S.T Sơn Thạch | Will (mùa 3 - tập 4, 10 & mùa 4 - tập 11) & S.T Sơn Thạch (mùa 3 - tập 9) |
| 2019        | Muôn màu showbiz                         | khách mời                                      | VTV3                                                 | Will & S.T Sơn Thạch | Will (mùa 4 - tập 18) & S.T Sơn Thạch (mùa 4 - tập 16) |
| 2019        | Ký ức vui vẻ                             | người chơi khách mời                           | VTV3                                                 | Will & S.T Sơn Thạch | Will (mùa 1 - tập 13) & S.T Sơn Thạch (mùa 2 - tập 5) |
| 2019        | Sao nhập ngũ                             | người chơi chính                               | QPVN, VTV3, VTC1, HTV3                               | Jun Phạm | chiến thắng ở mùa 9 |
| 2019        | 7 nụ cười xuân                           | người chơi khách mời                           | HTV7                                                 | Jun Phạm | chiến thắng ở mùa 3 - tập 5 |
| 2019        | Studio H9 - Hẹn hò cuối tuần             | khách mời                                      | HTV7                                                 | Jun Phạm | tập 32 |
| 2019        | Nhanh như chớp                           | người chơi khách mời                           | HTV7                                                 | S.T Sơn Thạch | S.T Sơn Thạch chiến thắng ở tập 7, 12, 14, 15, 31 |
| 2019        | Ngạc nhiên chưa                          | người chơi khách mời                           | HTV7                                                 | Will | tập 170 |
| 2019        | A đúng rồi                               | người chơi khách mời                           | HTV7                                                 | Will | tập 11 |
| 2019        | Hàng ghế đầu                             | khách mời                                      | HTV7                                                 | Will | tập 20 |
| 2019        | Đưa em về nhà                            | người chơi khách mời                           | HTV7                                                 | Will | tập 7 |
| 2019        | Người ấy là ai                           | thành viên trong ban cố vấn khách mời          | HTV7                                                 | Will & S.T Sơn Thạch | Will (mùa 1 - tập 11) & S.T Sơn Thạch (mùa 2 - tập 8) |
| 2019        | Kỳ tài thách đấu                         | người chơi khách mời                           | HTV7                                                 | Will & S.T Sơn Thạch | Will (mùa 3 - tập 6) & S.T Sơn Thạch (mùa 3 - tập 8) |
| 2019        | Ghế không tựa                            | khách mời                                      | VTV6                                                 | Isaac | |
| 2019        | Đấu trường âm nhạc                       | MC                                             | THVL1                                                | Will | dẫn cùng với Lâm Vỹ Dạ |
| 2019        | Đấu trường âm nhạc nhí                   | đội trưởng khách mời                           | THVL1                                                | Will | mùa 1 - tập 3 |
| 2019        | Giải mã tri kỷ                           | khách mời                                      | THVL1                                                | Will | cùng với Jun Vũ trong tập 11 |
| 2019        | Nhanh như chớp nhí                       | đội trưởng khách mời                           | HTV2                                                 | Will | tập 3, 14 |
| 2019        | 24h thử yêu                              | khách mời                                      | MCV                                                  | Will | tập 14, 15 |
| 2019        | Bản lĩnh ngôi sao                        | người chơi khách mời                           | THVL1                                                | Will | tập 14 |
| 2019        | Ca sĩ bí ẩn                              | người chơi khách mời                           | HTV7                                                 | Will | mùa 3 - tập 4 |
| 2019        | Giọng ca bí ẩn                           | nhà đầu tư khách mời                           | HTV7                                                 | S.T Sơn Thạch | mùa 2 - tập 17 |
| 2019        | Cuộc đua kỳ thú                          | người chơi                                     | VTV3, VTV6, VTV8, VTV9                               | S.T Sơn Thạch | trong mùa 6, thành viên của đội nâu cùng với Bình An giành vị trí á quân |
| 2019        | Ai là triệu phú?                         | người chơi khách mời                           | VTV3                                                 | S.T Sơn Thạch | đem về 30.000.000 đồng |
| 2019        | Ơn giời cậu đây rồi!                     | người chơi khách mời                           | VTV3                                                 | S.T Sơn Thạch | tập 10 (thắng) (Giang Hồng Ngọc thắng nhưng nhường chiếc cúp cho S.T Sơn Thạch) |
| 2019        | Ô hay gì thế này                         | người chơi khách mời                           | VTV3                                                 | S.T Sơn Thạch | tập 2 |
| 2019        | Đoán tuổi như ý                          | người chơi khách mời                           | VTV3                                                 | S.T Sơn Thạch | tập 16, 18, 21, 39 |
| 2019        | Bộ ba siêu đẳng                          | người chơi khách mời                           | VTV3                                                 | Tronie Ngô & S.T Sơn Thạch | Tronie Ngô (mùa 1 - tập 9) & S.T Sơn Thạch (mùa 2 - tập 1) |
| 2020        | Thiếu niên nói                           | MC                                             | VTV3                                                 | Jun Phạm | tập 1, 3, 5, 11 |
| 2020        | Tôi tuổi teen                            | cố vấn khách mời                               | HTV7                                                 | Jun Phạm & S.T Sơn Thạch | Jun Phạm (tập 14) & S.T Sơn Thạch (tập 8) |
| 2020        | Chọn ai đây                              | người chơi và người cố vấn                     | HTV7                                                 | Jun Phạm & Will | trong mùa 1, Jun Phạm là thuộc ban cố cố định xuyên suốt nhưng Will chỉ xuất hiện với cách người chơi khách mời trong tập 3 và tập 13 |
| 2020        | Chọn ngay đi                             | người chơi khách mời                           | HTV7                                                 | Jun Phạm | tập 15 |
| 2020        | Người ấy là ai                           | cố vấn khách mời                               | HTV2                                                 | Jun Phạm | mùa 3 - tập 6 |
| 2020        | Bếp vui bùng vị                          | người chơi khách mời                           | HTV2                                                 | Will, S.T Sơn Thạch, Tronie Ngô | Will & S.T Sơn Thạch cùng trong tập 6 nhưng khác đội còn Tronie Ngô là tập 7 |
| 2020        | Cà phê cuối tuần                         | khách mời                                      | HTV7                                                 | Jun Phạm | |
| 2020        | Sao hỏa sao kim                          | người chơi khách mời                           | HTV7                                                 | Will & S.T Sơn Thạch | Will (mùa 2 - tập 1) & S.T Sơn Thạch (mùa 2 - tập 8) |
| 2020        | Người một nhà                            | người chơi khách mời                           | HTV7                                                 | S.T Sơn Thạch | mùa 1 - tập 1 |
| 2020        | Kỳ tài thách đấu                         | người chơi khách mời                           | HTV7                                                 | Jun Phạm & S.T Sơn Thạch | Jun Phạm (mùa 4 - tập 16) & S.T Sơn Thạch (mùa 4 - tập 8) |
| 2020        | Khuôn mặt đáng tin                       | người chơi khách mời                           | HTV7                                                 | Jun Phạm & S.T Sơn Thạch | Jun Phạm (tập 12) & S.T Sơn Thạch (tập 8) |
| 2020        | Góc bếp thông minh                       | MC và khách mời                                | HTV7                                                 | Jun Phạm & Tronie Ngô | Jun Phạm làm MC cùng với Sam xuyên suốt chương trình nhưng Tronie Ngô chỉ xuất hiện với tư cách khách mời trong tập 10 |
| 2020        | Tâm đầu ý hợp                            | khách mời                                      | HTV7                                                 | Tronie Ngô | cùng với Kiều Ngân (mùa 1 - tập 18) |
| 2020        | Siêu bất ngờ                             | người chơi khách mời                           | HTV7                                                 | Will & S.T Sơn Thạch | Will (mùa 5 - tập 8) & S.T Sơn Thạch (mùa 5 - tập 2) |
| 2020        | 7 nụ cười xuân                           | người chơi khách mời                           | HTV7                                                 | S.T Sơn Thạch | mùa 3 - tập 17 và mùa 4 - tập 2 |
| 2020        | Siêu nhí đấu trí                         | người chơi khách mời                           | HTV7                                                 | S.T Sơn Thạch | mùa 1 - tập 5 (đem về 60.000.000) |
| 2020        | Nhanh như chớp                           | người chơi khách mời                           | HTV7                                                 | Will & S.T Sơn Thạch | Will thua ở tập 1, 23 và S.T Sơn Thạch chiến thắng ở tập 2 nhưng thua ở tập 9 |
| 2020        | Nhanh như chớp nhí                       | đội trưởng khách mời                           | HTV2                                                 | Will & S.T Sơn Thạch | trong mùa 3, Will ở tập 1 và S.T Sơn Thạch ở tập 14, 23 |
| 2020        | Truy tìm siêu bếp                        | người chơi khách mời                           | THVL1                                                | S.T Sơn Thạch | tập 11 |
| 2020        | Đấu trường âm nhạc nhí                   | đội trưởng khách mời                           | THVL1                                                | Will | mùa 2 - tập 5 |
| 2020        | Thần tượng bóng rổ                       | khách mời                                      | MCV Media                                            | Will | tập 1 - 4 |
| 2020        | Ca sĩ bí ẩn                              | người chơi khách mời                           | HTV7                                                 | Will | mùa 4 - tập 14 |
| 2020        | Bí kíp vàng                              | MC & người chơi khách mời                      | HTV7                                                 | S.T Sơn Thạch, Will, Tronie Ngô | trong mùa 1, S.T Sơn Thạch & Will làm người chơi khách mời trong tập 15 nhưng riêng S.T Sơn Thạch từng tham gia trước đó trong tập 6 và tập 9 rồi còn trong mùa 2 thì S.T Sơn Thạch làm MC chính thức của chương trình nhưng Tronie Ngô chỉ làm khách mời trong tập 6                                                       |
| 2020        | Tình yêu hoàn mỹ                         | chàng trai độc thân                            | HTV7                                                 | Will | |
| 2020        | A đúng rồi                               | người chơi khách mời                           | HTV7                                                 | Will & S.T Sơn Thạch | Will (tập 51) & S.T Sơn Thạch (tập 23, tập 50) |
| 2020        | Úm ba la ra chữ gì                       | người chơi khách mời                           | VTV3                                                 | Tronie Ngô | chiến thắng ở tập 10 |
| 2020        | Chiến sĩ 2020                            | người chơi khách mời                           | VTV3                                                 | Will | 17/12/2020 |
| 2020        | Tường lửa                                | người chơi khách mời                           | VTV3                                                 | Jun Phạm & S.T Sơn Thạch | cùng với Liên Bỉnh Phát (mùa 2 - tập 6) & S.T Sơn Thạch (mùa 2 - tập 19) |
| 2020        | Bộ ba siêu đẳng                          | người chơi khách mời                           | VTV3                                                 | Tronie Ngô | mùa 2 - tập 7 |
| 2020        | Chọn đâu cho đúng                        | đội trưởng khách mời                           | VTV3                                                 | S.T Sơn Thạch | tập 15 |
| 2020        | Ơn giời cậu đây rồi!                     | người chơi khách mời                           | VTV3                                                 | S.T Sơn Thạch | tập 9 (thắng) |
| 2020        | Chân ái                                  | cố vấn khách mời                               | VTV3                                                 | S.T Sơn Thạch | mùa 1 - tập 7 |
| 2020        | Ghế không tựa                            | khách mời                                      | VTV6                                                 | S.T Sơn Thạch | |
| 2020        | Đánh thức đam mê                         | giám khảo khách mời                            | THVL1                                                | S.T Sơn Thạch | tập 12 |
| 2020        | Chiếc nôi âm nhạc                        | khách mời                                      | ĐN1                                                  | S.T Sơn Thạch | 23/2/2020 |
| 2020        | Bài hát đầu tiên                         | ca sĩ khách mời                                | VTV3                                                 | Will | song ca với khách mời chính Phạm Quỳnh Anh ca khúc "Tận cùng nỗi nhớ" trong tập 6 |
| 2020        | Ẩm thực kỳ thú                           | khách mời                                      | VTV3                                                 | Will | trong tập 49 của mùa 1 cùng với Lê Dương Bảo Lâm và MC Mạc Văn Khoa |
| 2020-2021   | Ký ức vui vẻ                             | đội trưởng thập niên 10 & khách mời            | VTV3                                                 | Will, S.T Sơn Thạch, Jun Phạm | trong mùa 3, S.T Sơn Thạch làm đội trưởng thập niên 10 ở các tập 3, 6, 8, 11, 21, 23, 24, Will chỉ xuất hiện với tư cách ca sĩ khách mời để hát bài "Bống bống bang bang" ở tập 6 và người chơi khách mời thập niên 00 ở tập 23, Jun Phạm chỉ xuất hiện với tư cách người chơi khách mời chung đội với S.T Sơn Thạch tập 24 |
| 2020-2021   | Bí kíp vàng                              | MC & khách mời                                 | HTV7                                                 | S.T Sơn Thạch & Tronie Ngô | S.T Sơn Thạch làm MC xuyên suốt chương trình nhưng Tronie Ngô chỉ xuất hiện với tư cách khách mời trong tập 6 (2020) |
| 2021        | Bộ ba siêu đẳng                          | người chơi khách mời                           | VTV3                                                 | Will | mùa 3 - tập 1 |
| 2021        | Úm ba la ra chữ gì                       | người chơi khách mời                           | VTV3                                                 | Will | mùa 3 - tập 1 |
| 2021        | Thiếu niên nói                           | MC                                             | VTV3                                                 | Jun Phạm | tập 5 |
| 2021        | 8 lạng nửa cân                           | khách mời                                      | VTV9                                                 | Jun Phạm | mùa 2 - tập 6 |
| 2021        | Đấu trường âm nhạc                       | thủ lĩnh khách mời                             | THVL1                                                | Will | tập 5, 6 |
| 2021        | The champion - Nhà vô địch               | bình luận viên khách mời                       | VTV3                                                 | Isaac | cùng với Đông Nhi (tập 1) |
| 2021        | Chơi là chạy                             | người chơi                                     | HTV7                                                 | Isaac & Jun Phạm | Jun Phạm là thành viên xuyên suốt tất cả các tập còn Isaac chỉ làm khách mời cùng Lăng LD trong tập "Cuộc đua du hành thời gian" chung đội với Ninh Dương Lan Ngọc, Liên Bỉnh Phát còn Jun Phạm thì chung đội với Trường Giang, Trương Thế Vinh                                                                             |
| 2021        | 5 giây thành triệu phú                   | thành viên trong ban cố vấn (Từ tập 7 trở đi)  | HTV7                                                 | Jun Phạm | thay thế cho Hữu Tín |
| 2021        | Căn bếp vui nhộn                         | người chơi khách mời                           | HTV7                                                 | Tronie Ngô | mùa 2 - tập 6 |
| 2021        | Chọn đâu cho đúng                        | MC                                             | VTV3                                                 | S.T Sơn Thạch | thay thế cho Ngô Kiến Huy |
| 2021        | Tần số 15                                | MC                                             | HTV7                                                 | S.T Sơn Thạch | |
| 2021        | Bí kíp vàng                              | MC & người chơi khách mời                      | HTV7                                                 | S.T Sơn Thạch & Will | S.T Sơn Thạch làm MC chính thức của chương trình trong mùa 2 nhưng Will làm khách mời trong tập 23 của mùa 2 |
| 2021        | Ca sĩ bí ẩn                              | MC & thành viên trong ban bình luận            | HTV7                                                 | Will & S.T Sơn Thạch | Will làm MC từ (tập 1 đến tập 7) và S.T Sơn Thạch làm thành viên đội chủ nhà của chương trình từ tập 1 đến tập 8 nhưng làm người chơi khách mời tập 22, 23, 26, 28 |
| 2021        | Lạ lắm à nha                             | khách mời                                      | HTV7                                                 | Will & S.T Sơn Thạch | S.T Sơn Thạch làm người chơi ở mùa 1, tập 1 và giọng ca bí ẩn ở mùa 1, tập 2 còn Will làm người chơi ở mùa 1, tập 3 và giọng ca bí ẩn ở mùa 1, tập 31 |
| 2021        | Chọn ai đây                              | thành viên trong ban cố vấn                    | HTV7                                                 | Will & S.T Sơn Thạch | trong mùa 2, Will chỉ xuất hiện để thay Hoàng Phi trong tập 2 và 4 nhưng S.T Sơn Thạch xuất hiện xuyên suốt chương trình |
| 2021        | Cầu thủ nhí                              | đội trưởng                                     | VTV3                                                 | S.T Sơn Thạch | xuất hiện trong tất cả các tập (trừ tập 12, 13) |
| 2021        | Shark tank - Thương vụ bạc tỷ            | cổ đông gọi vốn                                | VTV3                                                 | Will | ngoài ra còn tham gia trình bày ca khúc "Bống bống bang bang" ở mùa 4 - tập 1 |
| 2021        | A đúng rồi                               | người chơi                                     | HTV7                                                 | Will | khách mời (tập 68) & đội trưởng (từ tập 72 đến tập 100) |
| 2021        | Người một nhà                            | mùa 2 - tập 5                                  | HTV7                                                 | Will | |
| 2021        | Tài tám tếu                              | khách mời                                      | HTV7                                                 | Will | tập 12, 13 |
| 2021        | Khuôn mặt đáng tin                       | người chơi khách mời                           | HTV7                                                 | Will & S.T Sơn Thạch | Will (tập 16) & S.T Sơn Thạch (tập 15) |
| 2021        | Tâm đầu ý hợp                            | khách mời                                      | HTV7                                                 | Tronie Ngô | cùng với Kiều Ngân (mùa 2 - tập 37) |
| 2021-2022   | Góc nhỏ thanh xuân                       | MC                                             | HTV7                                                 | Will | |
| 2021-2022   | Bí kíp vàng                              | MC & người chơi khách mời                      | HTV7                                                 | S.T Sơn Thạch & Tronie Ngô | S.T Sơn Thạch làm MC chính thức của chương trình trong mùa 3 nhưng Tronie Ngô làm khácch mời trong tập 11 của mùa 3 |
| 2022        | Chọn ai đây                              | thành viên trong ban cố vấn                    | HTV7                                                 | Jun Phạm | trong mùa 3, Jun Phạm xuất hiện xuyên suốt chương trình |
| 2022        | Lạ lắm à nha                             | nhân vật bí ẩn                                 | VTV3                                                 | Will | tập 31 |
| 2022        | Sao nhập ngũ                             | người chơi chính                               | QPVN, TV360, SCTV6, Mocha                            | S.T Sơn Thạch | |
| 2022        | 7 nụ cười xuân                           | người chơi khách mời                           | HTV7                                                 | S.T Sơn Thạch | |
| 2022        | Thời tới rồi                             | người chơi khách mời                           | HTV7                                                 | S.T Sơn Thạch, Tronie Ngô, Will | S.T Sơn Thạch (tập 1, 4, 7, 9, 19, 20), Tronie Ngô (tập 13, 19), Will (tập 4, 9, 14) |
| 2022        | Thách là chơi                            | người chơi khách mời                           | HTV7                                                 | Will | tập 14 |
| 2022        | The champion - Nhà vô địch               | bình luận viên khách mời                       | VTV3                                                 | Jun Phạm | cùng với BB Trần (tập 9, 13, 14) |
| 2022        | Chọn đâu cho đúng                        | đội trưởng khách mời                           | VTV3                                                 | Will | mùa 3 - tập 3 |
| 2022        | Ngại gì thử thách                        | đội trưởng                                     | HTV7                                                 | Will | thay thế Duy Khánh trong tập 14, 15 |
| 2022        | Ngạc nhiên chưa 2022                     | người chơi khách mời                           | HTV7                                                 | Will | tập 4 |
| 2022        | A! đúng rồi                              | người chơi khách mời                           | HTV7                                                 | Will | tập 136 |
| 2022        | Đấu trường âm nhạc nhí                   | thủ lĩnh khách mời                             | THVL1                                                | Will | |
| 2022        | Người ấy là ai                           | thành viên ban cố vấn khách mời                | HTV2                                                 | Will & Jun Phạm | Will (mùa 4 - tập 6) & Jun Phạm (mùa 4 - tập 11) |
| 2022        | Cuộc hẹn cuối tuần                       | khách mời                                      | VTV3                                                 | S.T Sơn Thạch & Isaac | S.T Sơn Thạch (số 2) & Isaac (số 7) |
| 2022        | Ký ức vui vẻ                             | đội trưởng                                     | VTV3                                                 | S.T Sơn Thạch | làm đội trưởng thập niên 00 của mùa 4 (tập 1, 2) |
| 2022        | 2 ngày 1 đêm                             | người chơi khách mời                           | HTV7                                                 | Jun Phạm | tập 10, 11 |
| 2022        | Mẹ ơi con lên tivi                       | khách mời                                      | HTV7                                                 | S.T Sơn Thạch | tập 9 |
| 2022        | Thực khách vui vẻ                        | khách mời                                      | HTV7                                                 | Will | tập 119 |
| 2022        | Studio số 6                              | người chơi khách mời                           | HTV7                                                 | Will & Tronie Ngô | Will (tập 12) & Tronie Ngô (tập 15) |
| 2022        | Nhanh như chớp nhí                       | đội trưởng khách mời                           | Jun Phạm, Will, S.T Sơn Thạch                        | HTV2 | Jun Phạm (mùa 4 - tập 1), Will (mùa 4 - tập 3), S.T Sơn Thạch (mùa 4 - tập 9) |
| 2022        | Đoán đại đi                              | người chơi khách mời                           | Will                                                 | FPT Play (ứng dụng) | tập 8 |
| 2022 - 2023 | Biển của hy vọng                         | thành viên chính                               | Isaac                                                | HTV7 | ca sĩ kiêm bartender ở hồi 1 tại Cô Tô (Quảng Ninh) cùng với Tiên Cookie, Đức Phúc, Quân A.P, Hòa Minzy, Chế Nguyễn Quỳnh Châu |
| 2022-2024   | Quýt làm cam chịu                        | MC                                             | S.T Sơn Thạch                                        | HTV7 | |
| 2023        | Tiền Giang chào xuân 2023                | ca sĩ                                          | Will                                                 | THTG | hát hai ca khúc "Tết đến thật rồi" và "Tết ta về nhà" (song ca với Ngọc Kara) |
| 2023        | Chào năm mới 2023                        | ca sĩ                                          | Will                                                 | THVL1 | song ca với Nguyễn Võ Ngọc Giàu ca khúc "Bài ca tôm cá" |
| 2023        | 2 ngày 1 đêm (mùa lễ hội 1)              | khách mời                                      | Isaac                                                | HTV7 | Chặng Quảng Nam (tập 27, 28, 29) |
| 2023        | 7 nụ cười xuân                           | người chơi khách mời                           | Jun Phạm                                             | HTV7 | tập 16 |
| 2023        | Hay hay hên                              | MC & người chơi khách mời                      | Jun Phạm, S.T Sơn Thạch, Will                        | HTV7 | Jun Phạm làm MC xuyên suốt chương trình, S.T Sơn Thạch làm khách mời tập 5, Will làm khách mời tập 22 |
| 2023        | Nhanh như chớp                           | người chơi khách mời                           | S.T Sơn Thạch & Will                                 | HTV7 | S.T Sơn Thạch (mùa 4 - tập 34) & Will (mùa 4 - tập 37) |
| 2023        | Sao nhập ngũ                             | người chơi khách mời                           | S.T Sơn Thạch                                        | QPVN, HTV7, SCTV6 | mùa 13 - tập 11, 12 |
| 2023        | Nhập gia tùy tục                         | người chơi khách mời                           | Will                                                 | VTV3 | mùa 3 - tập 6 (thành viên của đội Sinbad Và Những Người Bạn cùng với Cara Phương và Jordan Minh Đức) |
| 2023        | Lạ lắm à nha                             | giọng ca bí ẩn                                 | S.T Sơn Thạch & Will                                 | VTV3 | S.T Sơn Thạch (mùa 2 - tập 8) & Will (mùa 2 - tập 10) |
| 2023        | Khoảnh khắc rực rỡ                       | khách mời                                      | Will                                                 | THVL1 | tập 57 |
| 2023        | Chạy đâu cho thoát                       | người chơi khách mời                           | Jun Phạm                                             | HTV7 | tập 5-9 |
| 2023        | Hành trình rực rỡ                        | thành viên chính & người chơi khách mời        | Isaac & S.T Sơn Thạch                                | VTV3 | Isaac là thành viên chính suốt chương trình còn S.T Sơn Thạch là khách mời tập 11, 12, 13 |
| 2023        | Người lạ hiểu lòng tôi                   | khách mời                                      | S.T Sơn Thạch                                        | HTV7 | tập 10 |
| 2023        | La cà hát ca                             | thành viên chính                               | Jun Phạm                                             | HTV7 | |
| 2023        | Siêu tài năng nhí                        | giám khảo khách mời                            | S.T Sơn Thạch                                        | HTV7 | mùa 4 - tập 13 |
| 2023-2024   | Ngôn ngữ diệu kỳ                         | MC                                             | S.T Sơn Thạch                                        | HTV7 | |
| 2023-2024   | 100%                                     | đội trưởng                                     | S.T Sơn Thạch                                        | HTV7 | tập 34, 41, 48 |
| 2023-2024   | Cuối tuần tuyệt vời                      | thành viên chính                               | Jun Phạm                                             | VTV3 | |
| 2024        | Ca sĩ bí ẩn                              | người chơi khách mời                           | S.T Sơn Thạch                                        | HTV7 | mùa 6 - tập 15 |
| 2024        | Hoa xuân ca 2024                         | ca sĩ                                          | Isaac                                                | VTV1, VTV2, VTV3, VTV4, VTV5, VTV7, VTV8, VTV9, VTV Cần Thơ, VTV5 Tây Nguyên, VTV5 Tây Nam Bộ                                                                         | giới thiệu Tết của người Miền Tây tại Cần Thơ (quê hương của Isaac) và hát liên khúc "Bống bống bang bang - Bài ca tôm cá" |
| 2024        | Nhanh như chớp                           | người chơi khách mời                           | Will & S.T Sơn Thạch                                 | HTV7 | Will thua ở tập 4 nhưng chiến thắng ở tập 20, 26 còn S.T Sơn Thạch chiến thắng ở tập 18, 25 |
| 2024        | Anh trai "say hi"                        | thí sinh                                       | Isaac                                                | HTV2 | |
| 2024        | Anh trai vượt ngàn chông gai             | thí sinh                                       | Jun Phạm & S.T Sơn Thạch                             | VTV3 | |
| 2025        | Gala nhạc Việt 19: Tết là cội nguồn      | ca sĩ                                          | Jun Phạm                                             | HTV9 | hát ca khúc "Sơn Thủy khúc" với phần đọc rap của APJ |
| 2025        | Gia đình Haha                            | thành viên chính                               | Jun Phạm                                             | VTV3 | |

## Chương trình online
| Năm       | Tên chương trình                      | Vai trò                       | Thành viên | Ghi chú |
| --------- | ------------------------------------- | ----------------------------- | --- | --- |
| 2018      | 360 độ soi                            | khách mời                     | Will | livestream trên kênh Youtube của KINGLIVE cùng với An Vy                                                                     |
| 2019      | Gương mặt showbiz                     | khách mời                     | Will | livestream trên kênh Youtube iHay TV của báo "Thanh Niên"                                                                    |
| 2019      | 360 độ soi                            | khách mời                     | Will & Tronie Ngô                                                                                                  | livestream trên kênh Youtube của KINGLIVE cùng với Andiez Nam Trương, Emma Nhất Khanh (Will) & Lub, Khoa Nguyễn (Tronie Ngô) |
| 2019      | Ngồi xuống uống trà                   | khách mời                     | Tronie Ngô | livestream trên kênh Youtube của KINGLIVE cùng với Kiều Ngân                                                                 |
| 2019      | Confetti Việt Nam                     | MC                            | Jun Phạm | livestream trên Facebook trong tập 162 - 166                                                                                 |
| 2019      | Tự tình lúc 0h                        | khách mời                     | Jun Phạm | tập 1 trên kênh Youtube của Liêu Hà Trinh                                                                                    |
| 2019      | Hot trend                             | khách mời                     | Jun Phạm | livestream trên kênh Youtube iHay TV của báo "Thanh Niên" cùng với Liên Bỉnh Phát, BB Trần                                   |
| 2019      | Khách đến chơi nhà                    | khách mời                     | Jun Phạm | live stream trên kênh Youtube 8 Sài Gòn của đài VOH FM99.9Mhz                                                                |
| 2019      | Nói đi ngại gì                        | khách mời                     | S.T Sơn Thạch | livestream trên kênh Youtube iHay TV của báo "Thanh Niên"                                                                    |
| 2020      | Nói đi ngại gì                        | khách mời                     | Jun Phạm | livestream trên kênh Youtube iHay TV của báo "Thanh Niên"                                                                    |
| 2020      | Bộ tứ ẩm thực mùa 2                   | khách mời                     | Jun Phạm | tập 11, cùng với Quang Trung, phát trên kênh Youtube của Việt Nam Tươi Đẹp - Food & Travel                                   |
| 2020      | Nam thần vào bếp                      | khách mời                     | Will | tập 4, phát trên kênh YouTube của Great Entertainment                                                                        |
| 2020      | Ngồi xuống uống trà                   | khách mời                     | Isaac | livestream trên kênh Youtube của KINGLIVE                                                                                    |
| 2020-2021 | Muốn ăn phải lăn vào bếp              | Will, S.T Sơn Thạch, Jun Phạm | Will (mùa 2 - tập 20), S.T Sơn Thạch (mùa 2 - tập 24), Jun Phạm (mùa 3 - tập 2) trên kênh Youtube của Trường Giang | |
| 2021      | Tết là chạy                           | Jun Phạm                      | livestream trên Youtube cùng với BB Trần (MC), Thúy Ngân, Liên Bỉnh Phát                                           | |
| 2021      | Lazada supershow 12.12                | Jun Phạm                      | MC | livestream trên app của Lazada                                                                                               |
| 2021      | Khách đến chơi nhà                    | Jun Phạm                      | khách mời | live stream trên kênh Youtube 8 Sài Gòn của đài VOH FM99.9Mhz                                                                |
| 2021      | Selfie tự nhiên - tự tin nét riêng    | MC & khách mời                | Jun Phạm & S.T Sơn Thạch                                                                                           | Jun Phạm chỉ xuất hiện trong tập 1 còn S.T Sơn Thạch làm MC cùng với Ninh Dương Lan Ngọc trong tất cả các tập                |
| 2021-2022 | Nhà có một người                      | nhân vật chính                | Jun Phạm | tự kể chuyện kênh Youtube của Jun Phạm                                                                                       |
| 2022      | Không trà thì bánh                    | MC                            | Jun Phạm | kênh Youtube của Jun Phạm |
| 2022      | Nimo TV Gala 2021                     | MC                            | Will | livestream trên kênh Youtube của Nimo TV (Việt Nam)                                                                          |
| 2022      | Lại nhà Nọc chơi                      | khách mời                     | S.T Sơn Thạch | kênh Youtube của Ninh Dương Lan Ngọc                                                                                         |
| 2022      | Nói đi ngại gì                        | khách mời                     | Jun Phạm & S.T Sơn Thạch                                                                                           | livestream trên kênh Youtube iHay TV của báo "Thanh Niên" (khác tập)                                                         |
| 2022      | 360 độ soi                            | khách mời                     | Will | livestream trên kênh YouTube của KINGLIVE cùng với Xoài Non                                                                  |
| 2022      | Gương mặt showbiz                     | khách mời                     | Will | livestream trên kênh Youtube iHay TV của báo "Thanh Niên"                                                                    |
| 2022      | Hot ơi là...hot                       | khách mời                     | S.T Sơn Thạch | livestream trên kênh Youtube của KINGLIVE cùng với Puka                                                                      |
| 2022      | Lazada super party - Sinh nhật thế kỷ | MC                            | Jun Phạm | livestream trên app của Lazada cùng với Trấn Thành, Ninh Dương Lan Ngọc, Nguyễn Thúc Thùy Tiên                               |
| 2022      | Phỏng vấn                             | khách mời                     | S.T Sơn Thạch | livestream trên kênh Youtube của KINGLIVE                                                                                    |
| 2022      | Dấu ấn hệ bản lĩnh                    | mentor                        | Jun Phạm & S.T Sơn Thạch                                                                                           | chương trình được chiếu trên kênh Youtube của Vie Chanel - HTV2                                                              |
| 2022      | Mở - Chuyện hẹn hò                    | MC                            | Jun Phạm | chương trình được chiếu trên kênh Youtube của VieShows                                                                       |
| 2022      | Lazada super show 6.6                 | MC                            | Will | livestream trên kênh YouTube của Lazada cùng với Phí Linh                                                                    |
| 2022      | Lazada super show 11.11 - Sao bom tấn | MC                            | Jun Phạm | livestream trên kênh YouTube của Lazada cùng với Trấn Thành                                                                  |

## Phim
| Năm  | Tên phim                                 | Thành viên                        | Vai diễn                                                                        | Thể loại phim    | Kênh                | Chú thích                                                                             |
| ---- | ---------------------------------------- | --------------------------------- | ------------------------------------------------------------------------------- | ---------------- | ------------------- | ------------------------------------------------------------------------------------- |
| 2009 | Thứ ba học trò                           | S.T Sơn Thạch                     | Học sinh                                                                        | Phim truyền hình | HTV9                | vai phụ                                                                               |
| 2011 | Sài Gòn Yo!                              | Tronie Ngô                        | Thành viên nhóm Saigon Fresh                                                    | Phim điện ảnh    |                     | "Baby don't cry" là ca khúc nhạc phim do Addy Trần sáng tác và được nhóm 365 thể hiện |
| 2012 | Gia sư nữ quái                           | Isaac                             | Lưu Hùng Minh                                                                   | Phim điện ảnh    |                     |                                                                                       |
| 2013 | Cuộc phiêu lưu của nhà Croods            | Isaac                             | Guy                                                                             | Phim điện ảnh    |                     | Lồng tiếng Việt phim hoạt hình                                                        |
| 2014 | Ngày nảy ngày nay                        | Jun Phạm                          |                                                                                 | Phim điện ảnh    |                     | Chỉ tham gia làm biên kịch                                                            |
| 2014 | Chàng trai năm ấy                        | Will                              | Tuấn Kiệt                                                                       | Phim điện ảnh    |                     |                                                                                       |
| 2014 | Bếp hát                                  | Will                              | Võ Huy                                                                          | Phim truyền hình | VTV3                |                                                                                       |
| 2015 | 12 chòm sao: Vẽ đường cho yêu chạy       | Jun Phạm                          | Lâm                                                                             | Phim điện ảnh    |                     |                                                                                       |
| 2016 | Tấm Cám: Chuyện chưa kể                  | Isaac Will S.T Sơn Thạch Jun Phạm | Thái tử Hiếu Long Tướng quân Trần Bằng Tướng quân Thạch Biền Thái giám Thuận Nô | Phim điện ảnh    |                     |                                                                                       |
| 2016 | Quỷ lùn tinh nghịch                      | Isaac                             | Branch                                                                          | Phim điện ảnh    |                     | Lồng tiếng Việt phim hoạt hình                                                        |
| 2016 | Chờ em đến ngày mai                      | Will                              | Tên cướp Mít Chọt                                                               | Phim điện ảnh    |                     |                                                                                       |
| 2016 | Đẳng cấp thú cưng                        | Jun Phạm                          | Max                                                                             | Phim điện ảnh    |                     | Lồng tiếng Việt phim hoạt hình                                                        |
| 2016 | Cô Thắm về làng 1                        | Jun Phạm                          | Út Kiệm                                                                         | Phim truyền hình | HTV2                |                                                                                       |
| 2016 | Cảm ơn Sensei                            | Jun Phạm                          | Matsu                                                                           | Phim truyền hình | Yeah1TV - VTVCab 17 |                                                                                       |
| 2017 | Cô Thắm về làng 2                        | Jun Phạm                          | Út Kiệm                                                                         | Phim truyền hình | HTV2                |                                                                                       |
| 2017 | Cô gái đến từ hôm qua                    | Jun Phạm                          | Hải Gầy                                                                         | Phim điện ảnh    |                     |                                                                                       |
| 2017 | Pokémon the Movie 20: Tớ chọn cậu        | Jun Phạm                          | Kurosu                                                                          | Phim điện ảnh    |                     | Lồng tiếng Việt phim hoạt hình                                                        |
| 2017 | Em chưa 18                               | Will                              | Tony                                                                            | Phim điện ảnh    |                     |                                                                                       |
| 2017 | Dạ cổ hoài lang                          | Will                              | Ông Năm Triều lúc trẻ                                                           | Phim điện ảnh    |                     |                                                                                       |
| 2017 | Đời cho ta bao lần đôi mươi              | Will                              | Hoàng                                                                           | Phim điện ảnh    |                     |                                                                                       |
| 2017 | Cô Ba Sài Gòn                            | S.T Sơn Thạch                     | Tuấn                                                                            | Phim điện ảnh    |                     |                                                                                       |
| 2017 | Star story - Isaac                       | Isaac                             | Ca sĩ Isaac                                                                     | Phim ngắn        |                     | Quảng cáo bánh snack O'Star                                                           |
| 2017 | Khổ vì đẹp                               | Isaac S.T Sơn Thạch               | Thiên hà đệ nhất Nam Vương Nam thần chói lóa                                    | Phim ngắn        |                     | Quảng cáo điện thoại di động Galaxy J7 Prime                                          |
| 2018 | Chuyến đi của thanh xuân                 | Will                              | Vũ                                                                              | Phim ngắn        |                     |                                                                                       |
| 2018 | Song lang                                | Isaac                             | Linh Phụng                                                                      | Phim điện ảnh    |                     |                                                                                       |
| 2018 | Mùa viết tình ca                         | Isaac                             | Bảo Trung                                                                       | Phim điện ảnh    |                     |                                                                                       |
| 2018 | Chú ơi, đừng lấy mẹ con!                 | Will                              | Thiên Cường                                                                     | Phim điện ảnh    |                     |                                                                                       |
| 2018 | Về quê ăn Tết                            | Jun Phạm Will                     | Đậu Đỏ Trí                                                                      | Phim điện ảnh    |                     | Jun Phạm đóng vai chính còn Will đóng vai khách mời                                   |
| 2018 | Tìm vợ cho bà                            | S.T Sơn Thạch                     | Long                                                                            | Phim điện ảnh    |                     |                                                                                       |
| 2018 | Gái già lắm chiêu 2                      | S.T Sơn Thạch                     | Ngôi sao hạng A                                                                 | Phim điện ảnh    |                     |                                                                                       |
| 2018 | 100 ngày bên em                          | Jun Phạm                          | Nhật Minh                                                                       | Phim điện ảnh    |                     |                                                                                       |
| 2018 | Hồn papa da con gái                      | Jun Phạm                          | Giám khảo cuộc thi tài năng                                                     | Phim điện ảnh    |                     |                                                                                       |
| 2018 | Cỏ bốn lá                                | Jun Phạm                          |                                                                                 | Phim ngắn        |                     | Chỉ tham gia làm đạo diễn và biên kịch                                                |
| 2018 | Nhật ký đợi chờ                          | Jun Phạm                          | Jun Phạm                                                                        | Phim ngắn        |                     | Quảng cáo thương hiệu Oppo                                                            |
| 2018 | Cô Thắm về làng 3                        | Jun Phạm                          | Út Kiệm                                                                         | Phim truyền hình | HTV2                |                                                                                       |
| 2019 | Cô Thắm về làng 4                        | Jun Phạm                          | Út Kiệm & Cần (hoán đổi thân xác)                                               | Phim truyền hình | HTV2                |                                                                                       |
| 2019 | Đẳng cấp thú cưng 2                      | Jun Phạm                          | Max                                                                             | Phim điện ảnh    |                     | Lồng tiếng Việt phim hoạt hình                                                        |
| 2019 | Anh trai yêu quái                        | Isaac                             | Hoàng Lâm                                                                       | Phim điện ảnh    |                     |                                                                                       |
| 2019 | Học đường nổi loạn 9                     | Tronie Ngô                        | Hùng                                                                            | Web drama        |                     | Kênh youtube của Gino Tống                                                            |
| 2019 | Bà 5 Bống (Phần 2)                       | Jun Phạm                          | Dũng                                                                            | Web drama        |                     | Kênh youtube của Duy Khánh                                                            |
| 2019 | Nhà trọ có quá trời phòng                | Jun Phạm                          | Ben                                                                             | Web drama        |                     | Kênh youtube của Nam Thư                                                              |
| 2019 | Chàng trai hệ mặt trời (Ba chàng quý tử) | Will                              | Trần Xương Biển                                                                 | Phim sitcom      |                     |                                                                                       |
| 2019 | Tôi biết bạn đã làm gì suốt năm qua      | Jun Phạm                          | Giáo sư Biết Tuốt                                                               | Phim ngắn        |                     | Quảng cáo thương hiệu Oppo                                                            |
| 2019 | Máy bay giấy                             | Jun Phạm                          |                                                                                 | Phim ngắn        |                     | Chỉ tham gia làm đạo diễn                                                             |
| 2019 | Tocotoco: Tìm lại ngày tháng dấu yêu xưa | S.T Sơn Thạch                     | Việt Hoàng                                                                      | Phim ngắn        |                     |                                                                                       |
| 2020 | Gạo nếp gạo tẻ 2                         | Jun Phạm S.T Sơn Thạch            | Bảo Minh Đông Quân                                                              | Phim truyền hình | HTV2                |                                                                                       |
| 2020 | Vũ khí tối thượng                        | Isaac                             | Agent R                                                                         | Phim ngắn        |                     | Quảng cáo điện thoại di động Realme 6                                                 |
| 2020 | Nhà trọ có quá trời phòng (Phần 2)       | Jun Phạm                          | Ben                                                                             | Web drama        |                     | Kênh youtube của Nam Thư                                                              |
| 2020 | Kẻ săn tin                               | Jun Phạm                          | Siêu sao dự tiệc                                                                | Web drama        |                     | Kênh youtube của Minh Hằng                                                            |
| 2021 | Số độc đắc                               | Jun Phạm                          | Hà Thiên                                                                        | Phim truyền hình | HTV2                |                                                                                       |
| 2021 | Cây táo nở hoa                           | Will                              | Sở                                                                              | Phim truyền hình | HTV2                |                                                                                       |
| 2021 | Cậu Vàng                                 | Will                              | Lý Cường                                                                        | Phim điện ảnh    |                     |                                                                                       |
| 2022 | Gia đình vô địch                         | Tronie Ngô                        | Tonie                                                                           | Phim sitcom      |                     |                                                                                       |
| 2022 | Tiệm hoa dì ghẻ                          | Jun Phạm                          | Thầy Thuận dạy kèm toán                                                         | Phim chiếu mạng  |                     | Tập 20, 21                                                                            |
| 2023 | Nữ chủ                                   | Jun Phạm                          | Quân Thái Tử (Đông Quân)                                                        | Phim chiếu mạng  |                     | VieON                                                                                 |
| 2023 | Nhà trọ có quá trời phòng (Phần 3)       | Jun Phạm                          | Ben                                                                             | Phim chiếu mạng  |                     | Kênh youtube của Nam Thư                                                              |
| 2023 | Vi cá tiền truyện phần 2                 | Will                              | Đại thiếu gia                                                                   | Phim chiếu mạng  |                     | Kênh youtube của Quách Ngọc Tuyên                                                     |
| 2024 | 7 năm chưa cưới sẽ chia tay              | Jun Phạm                          | Đỗ Tuấn Kiệt                                                                    | Phim chiếu mạng  |                     | VieON                                                                                 |

## Diễn xuất trong MV
| Năm  | Tên MV                         | Ca sĩ                       | Nhạc sĩ                                          | Thành viên                     |
| ---- | ------------------------------ | --------------------------- | ------------------------------------------------ | ------------------------------ |
| 2000 | Chờ trên tháng năm             | Đan Trường                  | Nhạc Hoa & Lời Việt:Lê Quang                     | S.T Sơn Thạch                  |
| 2006 | Đón dâu                        | Cẩm Ly                      | Minh Vy                                          | S.T Sơn Thạch                  |
| 2011 | Let's go party                 | Tronie Ngô, Will, Addy Trần | Addy Trần                                        | Isaac, Jun Phạm, S.T Sơn Thạch |
| 2013 | Nếu như không thể nói nếu như  | Will                        | Tăng Nhật Tuệ                                    | Isaac                          |
| 2013 | Tan vỡ (Imma heartbreaker)     | MiA                         | Only C & Jong Kay                                | Will                           |
| 2015 | Vì ai vì anh (Stop loving you) | Đông Nhi                    | Đỗ Hiếu                                          | Isaac                          |
| 2017 | Cô Ba Sài Gòn                  | Đông Nhi                    | Nhạc: Nguyễn Phúc Thiện, Only C & Lời: Lou Hoàng | S.T Sơn Thạch                  |
| 2019 | Đây là một bài hát vui         | Jun Phạm                    | Huỳnh Hiền Năng                                  | Will & S.T Sơn Thạch           |
| 2019 | Truyền thái y                  | Ngô Kiến Huy                | NamNam                                           | Jun Phạm                       |
| 2020 | Tình yêu là chuyện nhỏ         | Châu Đăng Khoa & Karik      | Châu Đăng Khoa                                   | Jun Phạm                       |
| 2022 | See tình                       | Hoàng Thùy Linh             | DTAP                                             | Isaac                          |
| 2024 | Tết đong đầy 4                 | KHOA                        | Vương Vũ                                         | Tronie Ngô                     |
| 2024 | Cứ để anh                      | Neko Lê                     | Nguyên Jenda & Lời rap: Neko Lê                  | S.T Sơn Thạch                  |

## Tour
- ACUO (2012)
- School Tour: The Road Tour (2012)
- Mirinda Fun Balloon (2012-2013)
- Yamaha (2014-2016)
- Tour Ký Tặng Album It's 365 (2015-2016)
- School Tour: The 5th Anniversary Live Concert (2016)

## Show
- Mini show (Stellaris show): The awakening (16/12/2010) (debut)
- Live show: The 1st Live Concert (16/12/2011)
- Mini show (Stellaris show) (31/1/2012)
- Mini show (Stellaris show): The White Special Day (12/3/2011)
- Mini show (Stellaris show): Blue Night - Khao Khát Đỉnh Cao (22/4/2011)
- Mini show (Stellaris show): Silver Wings (Đôi Cánh Màu Bạc) & Sinh Nhật Jun Phạm (24/7/2011)
- Mini show (Stellaris show): Music In Me (Âm Nhạc Trong Tôi) & Sinh Nhật Will (26/11/2011)
- Mini show (Stellaris show): White Valentine (11/3/2012)
- Mini show (Stellaris show): 1st Stellarist Show In Hanoi (14/5/2012)
- Mini show (Stellaris show): The Cover Show (23/9/2012)
- Mini show (Stellaris show): The 2nd Anniversary Party (16/12/2012)
- Offline: Đà Nẵng (1/1/2013)
- Offline: Hà Nội (15/10/2013)
- Live show: The 3rd Anniversary Live Concert (16/12/2013)
- Live show Tôi Tỏa Sáng số 3: 365 & Hoàng Thùy Linh (17/5/2014)
- Offline: Đà Nẵng (25/7/2014)
- Offline: Hà Nội (9/8/2014)
- Offline: Thành phố Hồ Chí Minh (24/8/2014)
- Live show: The Impact - Những Người Lạ Quen Thuộc (30/7/2016) (tan rã)

## Thành tích
| Năm  | Giải thưởng        | Hạng mục                         | Trao cho                         |
| ---- | ------------------ | -------------------------------- | -------------------------------- |
| 2012 | Giải Mai vàng      | Nhóm nhạc được yêu thích nhất    | Bản thân                         |
| 2012 | Giải Mai vàng      | Trang phục đẹp lạ                | Bản thân                         |
| 2012 | YAN Vpop 20 Awards | Nhóm nhạc được yêu thích nhất    | Bản thân                         |
| 2013 | Giải Mai vàng      | Nhóm nhạc được yêu thích nhất    | Bản thân                         |
| 2013 | Làn Sóng Xanh      | Nhóm nhạc được yêu thích nhất    | Bản thân                         |
| 2013 | YAN Vpop 20 Awards | MV được yêu thích nhất           | Ai đó đêm nay (Get on the floor) |
| 2013 | YAN Vpop 20 Awards | Nhóm nhạc được yêu thích nhất    | Bản thân                         |
| 2013 | YAN Vpop 20 Awards | Top 20 ca sĩ được yêu thích nhất | Bản thân                         |
| 2013 | TheBox Idol        | Nhóm nhạc được yêu thích nhất    | Bản thân                         |
| 2014 | Zing Music Awards  | Nhóm nhạc được yêu thích nhất    | Bản thân                         |
| 2015 | Giải Mai vàng      | Nhóm nhạc được yêu thích nhất    | Bản thân                         |
| 2017 | Giải Cống hiến     | Video âm nhạc của năm            | Bống bống bang bang              |

- MV Bống bống bang bang đã đạt 607.769.869 lượt view trên YouTube (tính đến ngày 20 tháng 12 năm 2024) và cũng là MV đạt hơn 500 triệu view nhanh nhất của Việt Nam.